# Auslandsetappen der Tour de France
In der über 100-jährigen Geschichte der Tour de France verging kaum ein Jahr, in dem ihr Verlauf nicht die Grenzen Frankreichs überschritt. Die Auslandsetappen der Tour de France sind unten aufgeführt. Die Liste ist auf dem aktuellen Stand nach der Tour de France 2025.

## Hintergründe
Das Verhältnis der Tour de France zum Ausland lässt sich in drei Phasen gliedern, die in engem Zusammenhang mit der Organisation der Tour im Rahmen der technischen Möglichkeiten sowie im politischen Kontext zu sehen sind.

### Anfangsjahre: Tour entlang der Grenzen

Typischer Verlauf der Tour vor dem Ersten Weltkrieg (1911). Auf der Etappe von Belfort nach Chamonix wird Genf passiert.

In den Jahren vor dem Zweiten Weltkrieg wurden im Ausland nur wenige grenznahe Orte besucht. Dafür gab es mehrere Gründe:
- Die Tour de France war getreu ihres Namens als Rundfahrt mit Start und Ziel in Paris konzipiert, deren Parcours die Grenzen des „Hexagons“ nachzeichnete und von Jahr zu Jahr nur wenig Änderung erfuhr. Sie war nicht nur Sportereignis, sondern nationales Symbol und gewann schnell staatliche Unterstützung: ein ministerielles Rundschreiben von 1912 wies etwa die Bürgermeister an, die Tour in jeder Hinsicht zu unterstützen, wobei die Stärkung des Nationalbewusstseins zugunsten der Armee und des Landes hervorgehoben wurde.[1]
- Es gab einen kontinuierlichen Streckenverlauf: jede Etappe begann, wo die vorige geendet hatte, schon aus logistischen Gründen.[A 1] Von 1911 bis 1929 hatten alle Ausgaben der Tour Gesamtdistanzen von über 5000 Kilometern. Die meisten Etappen waren über 300 Kilometer lang und wurden mitten in der Nacht gestartet. Eine noch längere Tour über die Grenzen Frankreichs hinaus hätte auch sportlich den Rahmen überspannt.

Besonderes Interesse zeigte die Tour-Leitung an einer Einbindung von Elsass-Lothringen. So wurde auf der zweiten Etappe 1906 mit Metz erstmals ein ausländischer Ort passiert, der von 1907 bis 1910 auch erster Etappenort außerhalb Frankreichs wurde. Ab 1907 durchquerte die Tour regelmäßig Genf und ab 1920 Monaco. Genf war in dieser Zeit achtmal Etappenort, Monaco einmal 1939.

### Nachkriegszeit: Europäisierung der Tour

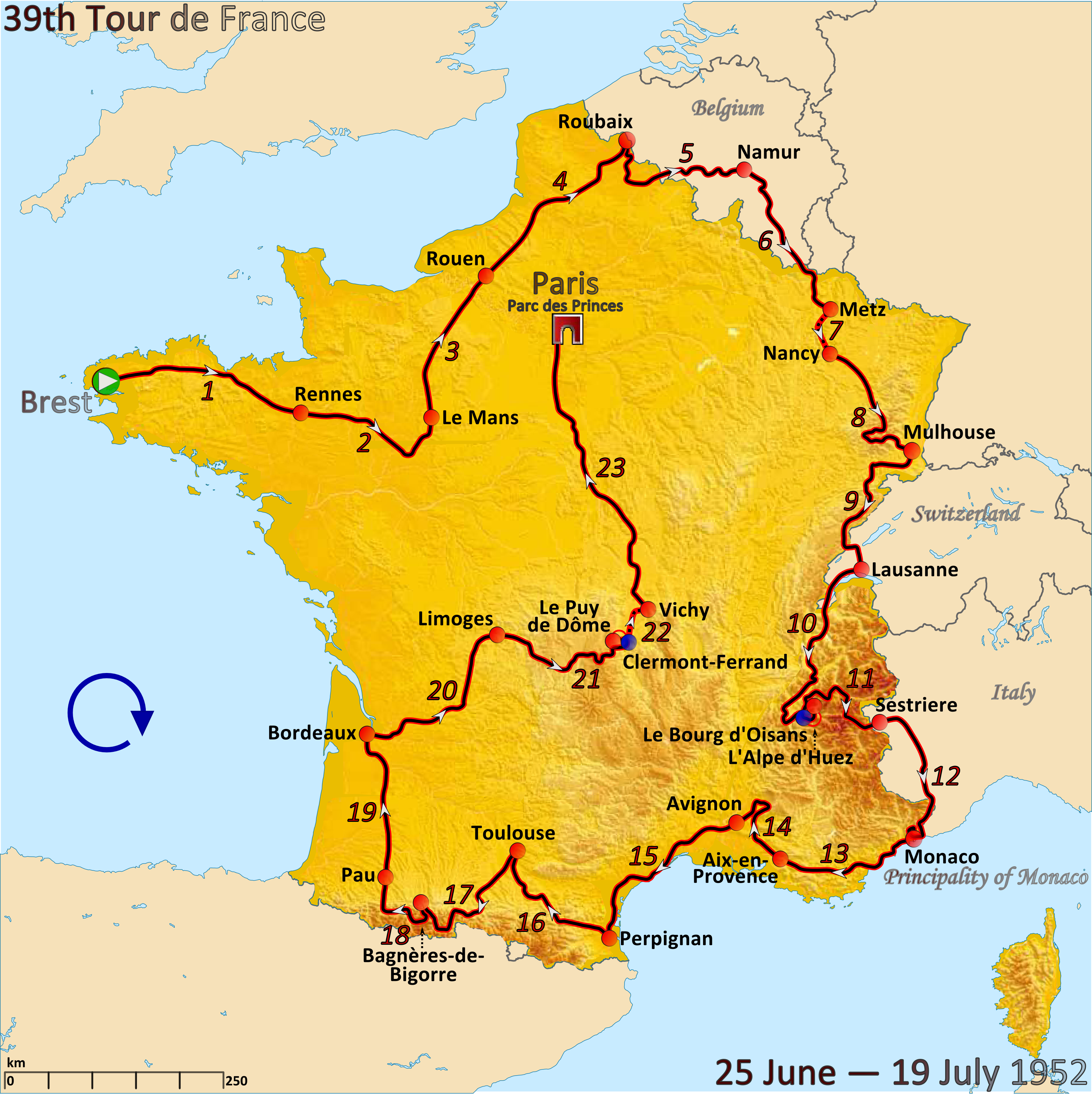
Kontinuierlicher Verlauf mit Start in Brest, mehreren Passagen durchs nahe Ausland sowie durchs Landesinnere (1952).

Nach dem Krieg wurde die Organisation der Tour unter neue Leitung gestellt. Zum Wiederbeginn 1947 schrieb Tour-Direktor Jacques Goddet, die Tour vermittle eine Botschaft des Friedens und der Brüderlichkeit. Diese Einstellung spiegelte sich in einem geänderten Tour-Verlauf wider, der verstärkt das Ausland aufsuchte. Bereits 1947 wurden mit Brüssel und Luxemburg erstmals ausländische Hauptstädte zu Etappenorten, und 1949 fand mit Aosta–Lausanne eine erste Etappe komplett außerhalb Frankreichs statt. Zunächst wurden französischsprachige Regionen sowie das unter französischer Kontrolle stehende Saarland bevorzugt.
Eine neue Phase wurde 1951 eingeleitet. Der Tourstart war von nun an jedes Jahr in einer anderen Stadt. Dies ermöglichte einen variablen Streckenverlauf, der die Regionen im französischen Landesinneren und das Ausland stärker einbezog. Weitere Anstöße kamen durch die Konkurrenz neuer, internationaler Radrennen wie der Friedensfahrt im Osten Europas und der Tour d’Europe im Westen. Die Tour de France startete 1954 mit Amsterdam erstmals im Ausland, zugleich ein erster Schritt über die direkten Nachbarländer Frankreichs hinaus.
Die Inhaber der Tour und des Giro d’Italia kauften in der Folge die Rechte an der kommerziell nicht erfolgreichen Tour d’Europe auf, die Tour nahm gar kurzzeitig den Namen Tour de France et d’Europe an. Wenngleich eine weitergehende Europäisierung der Tour unterblieb, hebt diese immer wieder Aspekte europäischer Einigung hervor: 1974 wurde mit einem Abstecher über den Ärmelkanal der im Jahr zuvor erfolgte EG-Beitritt des Vereinigten Königreichs gefeiert; im Jahr des Maastricht-Vertrags standen 1992 Etappenorte in sechs EG-Partnerländern Frankreichs auf dem Programm. 2017 wurde der Besuch Deutschlands, Belgiens und Luxemburgs mit dem 50-jährigen Bestehen des EG-Fusionsvertrags begründet und mit der Grenzüberquerung bei Schengen die Bewegungsfreiheit innerhalb Europas bekräftigt.

### Ab 1970: Zerrissener Tourverlauf

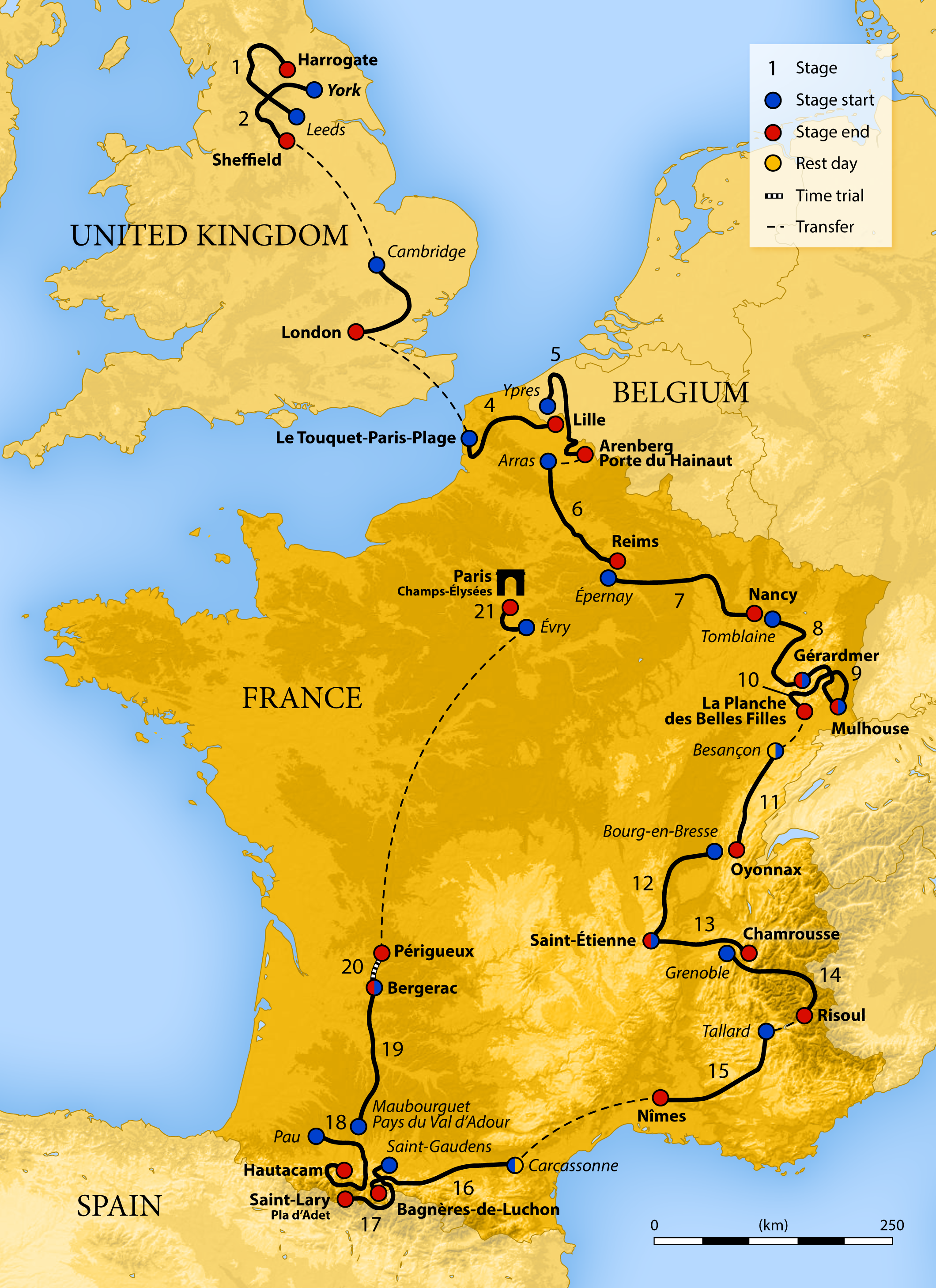
Parcours mit zahlreichen Unterbrechungen; Start in Großbritannien, Abstecher nach Belgien und Spanien (2014).

Eine weitere Phase trat Anfang der 1970er Jahre ein. Zuvor war der Ankunftsort einer Etappe in der Regel auch Startort der nächsten gewesen; Ausnahmen waren rar und auf kurze Transfers beschränkt. Dies änderte sich spätestens 1971, als die Fahrer erstmals das Flugzeug benutzten, von Marseille nach Albi. Die Gründe waren auch hier vielfältig:
- Die Mannschaften hatten zunehmend bessere finanzielle und logistische Möglichkeiten, die Transfers der Fahrer zu organisieren.
- Mit der Benutzung des Flugzeugs, des Hochgeschwindigkeitszugs TGV (1980er Jahre) oder des Eurotunnels (1994) demonstrierte die Tour ihre eigene Modernität sowie die des Landes.
- Um die Tour bei zunehmender Live-Berichterstattung interessant zu halten, sollten sportlich uninteressante Abschnitte übergangen werden.[6]
- Durch die Aufspaltung von Start- und Zielorten ließen sich die Einnahmen der Tour maximieren, da die Etappenorte bereit waren, für die mit der Tour verbundene Publizität zu bezahlen; pro Jahr gibt es bis zu 300 Bewerbungen potenzieller Etappenorte.[7]

Für das Ausland ergaben sich durch den flexibleren Parcours neue Möglichkeiten. Neben den schon erwähnten Ausflügen über den Ärmelkanal (1974 und 1994) konnten Tourstarts nun weit entfernt stattfinden, um anschließend einen größeren Transfer nach Frankreich zu machen. In diesem Zusammenhang sind die Starts in West-Berlin (1987), Dublin (1998), London (2007), Leeds (2014) und Kopenhagen (2022) zu sehen. Nicht zuletzt feiert die Tour auf diese Weise ihre eigene Geschichte, etwa mit dem Start in Brüssel 2019 zum 50-jährigen Jubiläum des siegreichen Tour-Debüts von Eddy Merckx oder mit dem Start in Florenz 2024, 100 Jahre nach dem ersten italienischen Tour-Sieg durch Ottavio Bottecchia.
Erweiterungen nach Übersee stehen bislang der immense logistische Aufwand sowie Bedenken bezüglich der Nachhaltigkeit entgegen. Bewerbungen aus Katar oder Tokio zur 100. Tour-Austragung 2013 wurden abschlägig beschieden, die Tour besuchte stattdessen erstmals Korsika. In einer Publikation der Tour von 2013 wurde über zukünftige Starts in Nordafrika spekuliert, auch Pläne über Nordamerika zirkulierten immer wieder. 2023 kündigte der Radsport-Weltverband UCI an, derartige Vorhaben zukünftig aus Gründen der Nachhaltigkeit zu unterbinden. Konkret geplant sind die Starts 2026 in Barcelona sowie 2027 in Edinburgh.

## Statistiken

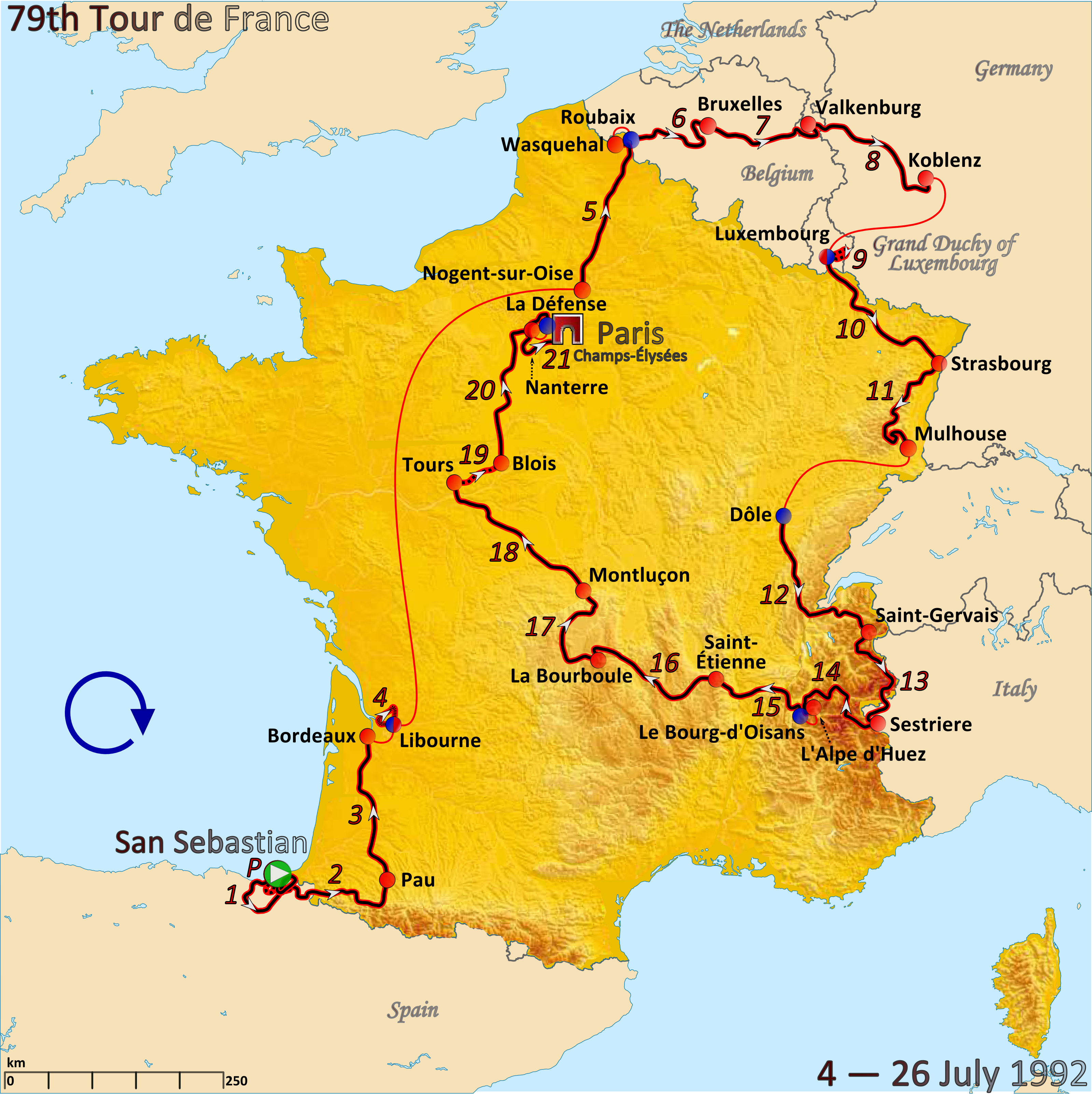
Die Tour 1992 machte Etappe in sechs EU-Partnerländern.

Bis einschließlich der Austragung 2025 hat die Tour 13 Länder außerhalb Frankreichs besucht, und zwar seine acht Nachbarländer, dazu Irland, Großbritannien, die Niederlande, Dänemark und San Marino. Am häufigsten waren Belgien und die Schweiz Gastgeber der Tour, jeweils über 50 Mal. Der Auftakt der Tour fand bislang 26 Mal im Ausland statt, und zwar in allen Ländern außer Andorra und San Marino.
Die meisten Länder bei einer Tour (sechs außer Frankreich) wurden 1948, 1964 und 1992 besucht. Nur 1992 hatten alle diese Länder auch einen Etappenort; es handelte sich um Partnerländer Frankreichs im Vertrag von Maastricht, der in jenem Jahr unterzeichnet worden war.
Von bisher 112 Austragungen der Tour fanden nur neun ohne Auslandsbeteiligung statt.
- 1903–1905: In den drei Anfangsjahren stieß die Tour noch nicht zu den Grenzen Frankreichs vor.
- 1972: infolge einer Begrenzung der Tour-Gesamtlänge durch die UCI[14]
- 1983 und 1986
- 2013: 100. Austragung mit Start in Korsika
- 2020: kein Auslandsbesuch infolge der Corona-Pandemie
- 2025: „hundertprozentig französische Tour“ nach drei Auslandsstarts in Folge[15]

Insgesamt gab es bei allen bisherigen Ausgaben 2404 Etappen, inklusive Prologen und Halbetappen. Von diesen verliefen 103 Etappen ganz und 285 Etappen teilweise im Ausland.
Die 8. Etappe der Tour de France 1970 überquerte die meisten Landesgrenzen (vier) und besuchte die meisten verschiedenen Länder (ebenfalls vier). Sie verlief vom belgischen Ciney durch Luxemburg in den deutschen Ort Perl, von dort nach Frankreich, um im deutschen Felsberg zu enden. Ebenfalls vier Landesgrenzen bei nur drei verschiedenen Ländern waren es auf der 6. Etappe der Tour de France 1967 von Jambes nach Metz.
Die häufigsten Etappenorte im Ausland waren Brüssel und Lüttich (je 11 Mal) sowie Genf (10 Mal). Die Aufenthalte in den mit Brüssel verwachsenen und zur Region Brüssel-Hauptstadt gehörenden Vororten Forest, Sint-Pieters-Woluwe und Molenbeek sind hierbei nicht eingerechnet. Brüssel, Lüttich und Luxemburg sind die einzigen Orte außerhalb Frankreichs, die zweimal den Grand Départ veranstaltet haben. Genf wurde zudem über 20 Mal ohne Etappenhalt durchquert (siehe unten) und dürfte die am häufigsten vom Tourverlauf berührte Stadt außerhalb Frankreichs sein.

## Liste der Auslandsetappen

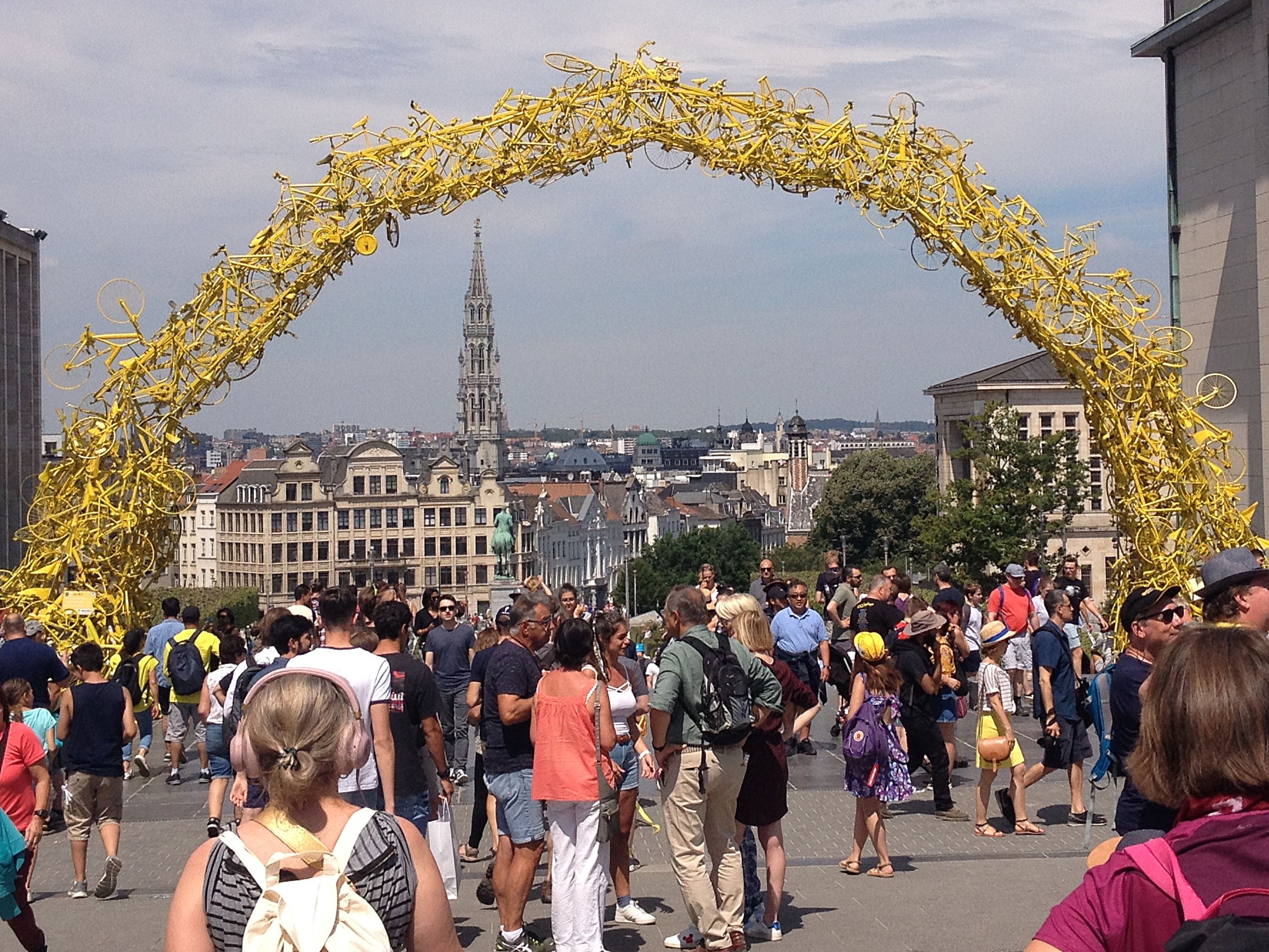
Grand Départ 2019 in Brüssel

Die untenstehende Liste führt diejenigen Tour-Etappen auf, die sich ganz oder teilweise außerhalb Frankreichs abspielten. Sie ist nach Ländern gegliedert; Etappen, an denen mehrere Länder außerhalb Frankreichs beteiligt waren, sind daher mehrfach aufgeführt.
Auf eine detaillierte Darstellung des Etappenverlaufs wurde verzichtet, dieser ist besser in den Artikeln zu den einzelnen Tour-Ausgaben bzw. in den einschlägigen Quellen ersichtlich. Die Spalte Bemerkungen enthält insbesondere folgende Angaben:
- Spezielle Austragungsformen: Prolog, Einzelzeitfahren oder Mannschaftszeitfahren
- So eine Etappe den Auftakt zur Tour bildete, ist dies mit Grand Départ vermerkt (siehe auch Grand Départ im Ausland).
- Bei identischem Start- und Zielort ist angegeben, ob und wie weit die Etappe über diesen Ort hinaus ging.
- Bei mehrfachen Grenzüberschreitungen sind die markantesten Orte in den durchquerten Ländern angegeben.

Im Abschnitt über ein gegebenes Land A kennzeichnet die Hintergrundfarbe einer Zeile folgende Eigenschaften:
| Etappenziel in Land A nach Start in einem anderen Land.        |
| Etappenstart in Land A, Ziel in einem anderen Land.            |
| Die gesamte Etappe war in Land A.                              |
| Start und Ziel, aber nicht die gesamte Etappe waren in Land A. |
| Teile der Etappe, aber weder Start noch Ziel waren in Land A.  |

### Andorra

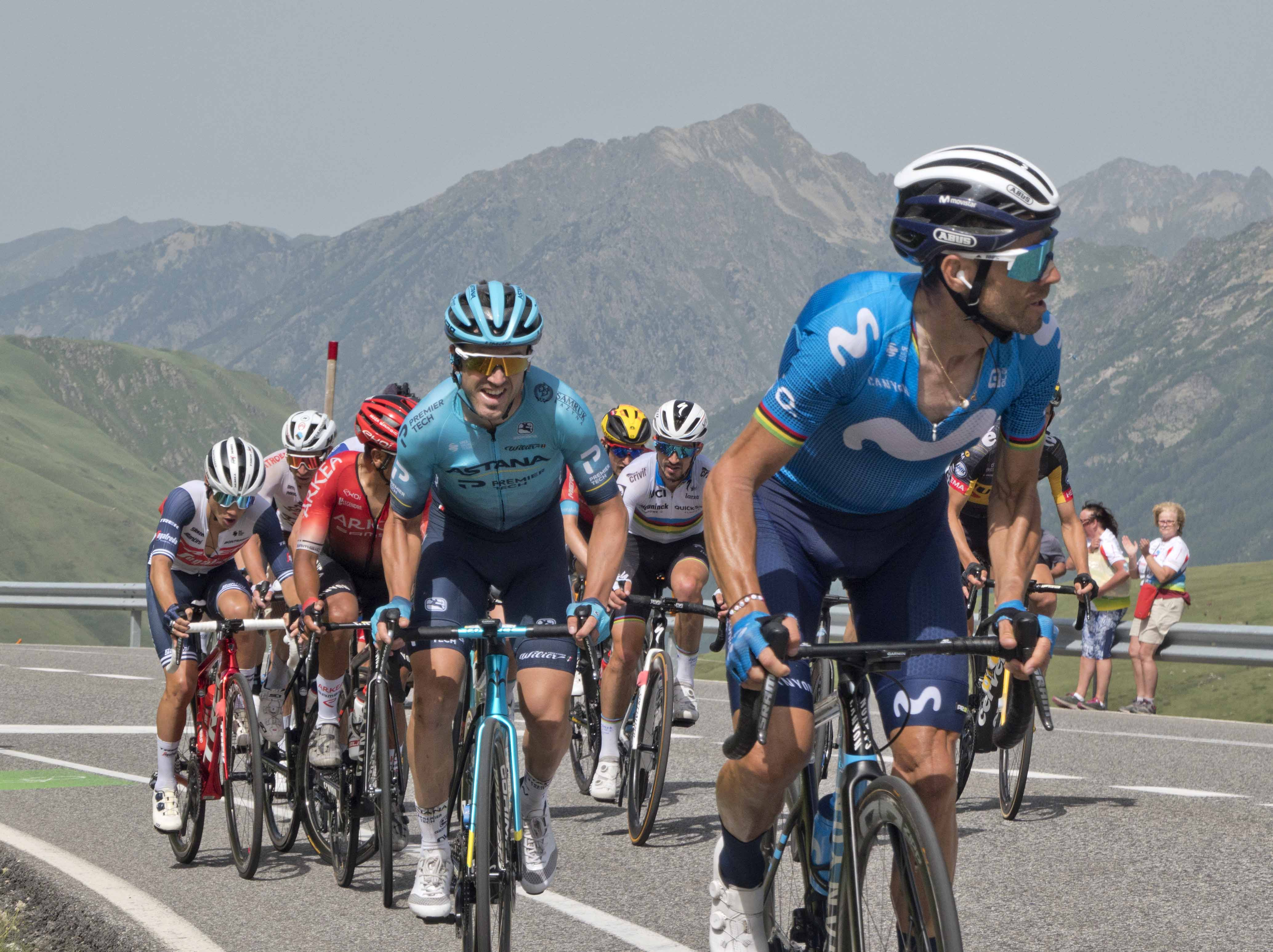
Fahrer in den andorranischen Bergen auf der 15. Etappe 2021.

Einzige Straßenverbindung zwischen Andorra und Frankreich ist der Port d’Envalira, der demzufolge bei jedem Besuch Andorras mindestens einmal befahren wurde. Die Straße über den Pass wurde Anfang der 1930er Jahre gebaut. Doch erst als sich in den 1960er Jahren der Tourismus in Andorra zu entwickeln begann, gab es genügend Hotelkapazitäten, um eine Tourankunft logistisch zu ermöglichen.
Bedeutung für den deutschen Radsport hatte die Bergankunft in Arcalís auf der Tour 1997, bei der Jan Ullrich auf dem Weg zum Toursieg das Gelbe Trikot übernahm.
| Jahr | Etappe | Start              | Ziel             | Bemerkung                |
| ---- | ------ | ------------------ | ---------------- | ------------------------ |
| 1964 | 13     | Perpignan          | Andorra la Vella |                          |
| 1964 | 14     | Andorra la Vella   | Toulouse         |                          |
| 1968 | 13     | Saint-Gaudens      | La Seu d’Urgell  | über Andorra la Vella    |
| 1974 | 15     | Colomiers          | La Seu d’Urgell  | über Andorra la Vella    |
| 1993 | 15     | Perpignan          | La Massana       |                          |
| 1993 | 16     | Andorra la Vella   | Pla d’Adet       | über Port de la Bonaigua |
| 1997 | 10     | Luchon             | Arcalís          |                          |
| 1997 | 11     | Andorra la Vella   | Perpignan        |                          |
| 2009 | 7      | Barcelona          | Arcalís          |                          |
| 2009 | 8      | Andorra la Vella   | Saint-Girons     |                          |
| 2016 | 9      | Vielha e Mijaran   | Arcalís          |                          |
| 2016 | 10     | Escaldes-Engordany | Revel            |                          |
| 2021 | 15     | Céret              | Andorra la Vella |                          |
| 2021 | 16     | Pas de la Casa     | Saint-Gaudens    |                          |

### Belgien

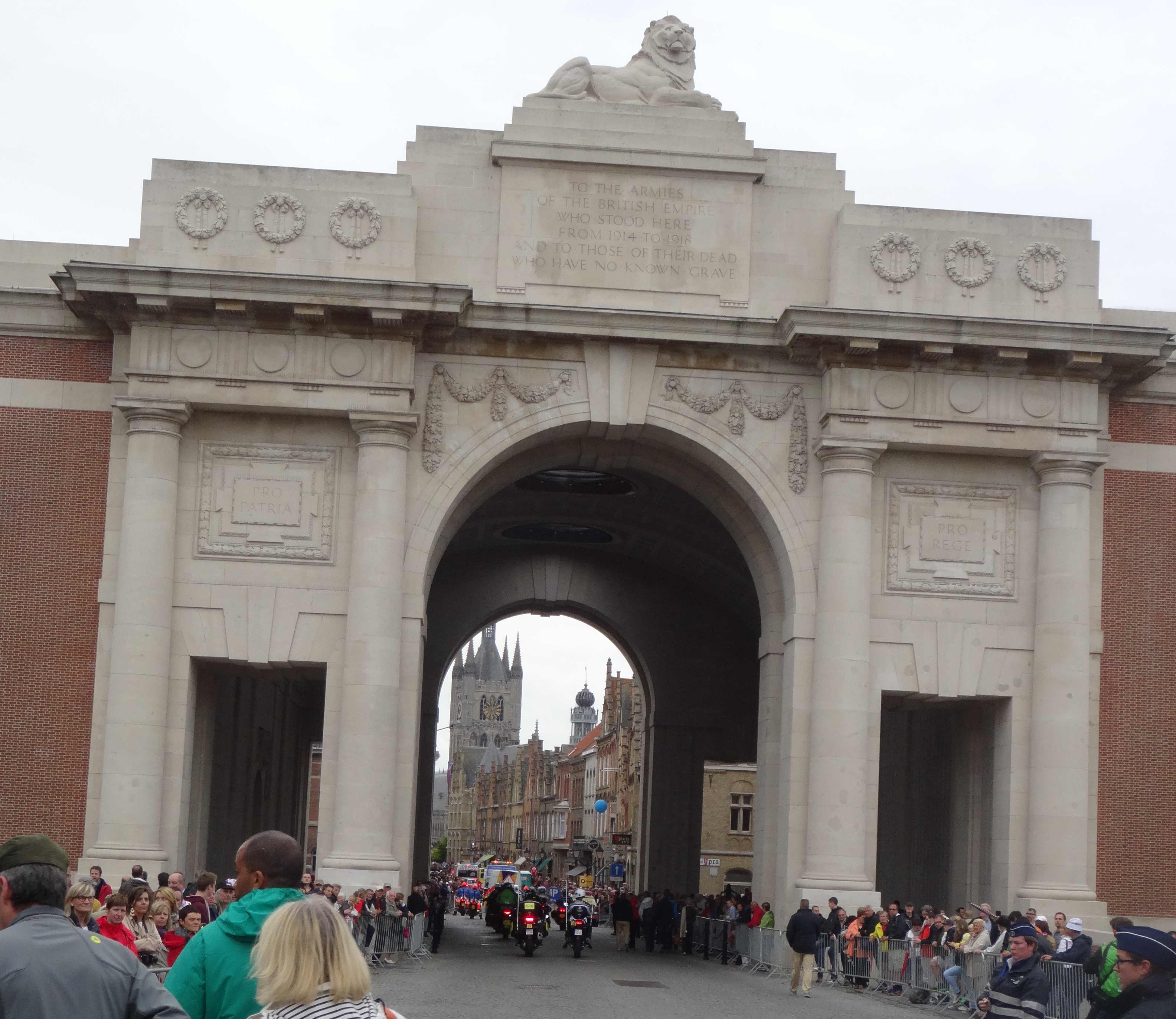
Die Menenpoort in Ypern, hier bei der Tour 2014, ist auch Wahrzeichen von Gent–Wevelgem.

Belgien ist nach Frankreich die erfolgreichste Nation in der Tour de France, sowohl nach Etappensiegen als nach Gesamtsiegen. Schon bis 1939 errangen die Fahrer des Landes zwölfmal den Gesamtsieg. Seit der „Europäisierung“ der Tour ist Belgien dann auch neben Frankreich das am engsten mit der Tour verknüpfte Land geworden.
1947 war Brüssel als erste ausländische Hauptstadt Etappenort. In den folgenden 35 Jahren gab es mit einer Ausnahme (1972) jedes Jahr ein Gastspiel in Belgien, mittlerweile sind es 51 geworden. Im Gegensatz zur Schweiz, die die Tour 54 Mal passierte, legten die Fahrer bei fast jedem Besuch in Belgien eine längere Strecke im Land zurück. Auch wenn es keine offizielle Statistik darüber gibt, dürfte Belgien also das Land sein, in dem die Tour (nach Frankreich) die meisten Kilometer zurücklegte. Wäre Belgien ein französisches Département, so läge es nach Etappenstarts und -ankünften an sechster Stelle, wobei die Etappenorte in ganz Belgien verteilt sind. Fünfmal veranstaltete Belgien den Grand Départ, in Brüssel (1958, 2019), Charleroi (1975) und Lüttich (2004, 2012).
Der Streckenverlauf der Tour zitiert des Öfteren die belgischen Klassiker, etwa mit der Mauer von Huy (2015), der Mauer von Geraardsbergen (2004, 2019) oder den Strecken von Lüttich–Bastogne–Lüttich (1980, 1995) und Gent–Wevelgem (2014). In einer dreiwöchigen Rundfahrt können diese Schwierigkeiten jedoch keine entscheidende Rolle spielen.
| Jahr | Etappe | Start                  | Ziel                 | Bemerkung                                      |
| ---- | ------ | ---------------------- | -------------------- | ---------------------------------------------- |
| 1947 | 2      | Lille                  | Brüssel              |                                                |
| 1947 | 3      | Brüssel                | Luxemburg            | über Charleville                               |
| 1948 | 19     | Metz                   | Lüttich              | über Luxemburg-Stadt                           |
| 1948 | 20     | Lüttich                | Roubaix              |                                                |
| 1949 | 2      | Reims                  | Brüssel              |                                                |
| 1949 | 3      | Brüssel                | Boulogne-sur-Mer     |                                                |
| 1950 | 2      | Metz                   | Lüttich              | über Luxemburg-Stadt                           |
| 1950 | 3      | Lüttich                | Lille                |                                                |
| 1951 | 2      | Reims                  | Gent                 |                                                |
| 1951 | 3      | Gent                   | Le Tréport           |                                                |
| 1952 | 5      | Roubaix                | Namur                |                                                |
| 1952 | 6      | Namur                  | Metz                 |                                                |
| 1953 | 2      | Metz                   | Lüttich              | über Luxemburg-Stadt                           |
| 1953 | 3      | Lüttich                | Lille                |                                                |
| 1954 | 1      | Amsterdam              | Brasschaat           |                                                |
| 1954 | 2      | Antwerpen              | Lille                |                                                |
| 1955 | 3      | Roubaix                | Namur                |                                                |
| 1955 | 4      | Namur                  | Metz                 | über Esch                                      |
| 1956 | 1      | Reims                  | Lüttich              |                                                |
| 1956 | 2      | Lüttich                | Lille                |                                                |
| 1957 | 5      | Roubaix                | Charleroi            |                                                |
| 1957 | 6      | Charleroi              | Metz                 |                                                |
| 1958 | 1      | Brüssel                | Gent                 | Grand Départ                                   |
| 1958 | 2      | Gent                   | Dünkirchen           | über Sluis und Brügge                          |
| 1959 | 2      | Metz                   | Namur                | über Luxemburg-Stadt                           |
| 1959 | 3      | Namur                  | Roubaix              |                                                |
| 1960 | 1a     | Lille                  | Brüssel              |                                                |
| 1960 | 1b     | Brüssel                | Brüssel              | Einzelzeitfahren vor Ort                       |
| 1960 | 2      | Brüssel                | Dünkirchen           |                                                |
| 1961 | 3      | Roubaix                | Charleroi            |                                                |
| 1961 | 4      | Charleroi              | Metz                 | über Givet und Beauraing                       |
| 1962 | 1      | Nancy                  | Spa                  | über Luxemburg-Stadt                           |
| 1962 | 2a     | Spa                    | Herentals            |                                                |
| 1962 | 2b     | Herentals              | Herentals            | Mannschaftszeitfahren vor Ort                  |
| 1962 | 3      | Brüssel                | Amiens               |                                                |
| 1963 | 2a     | Reims                  | Jambes               |                                                |
| 1963 | 2b     | Jambes                 | Jambes               | Mannschaftszeitfahren vor Ort                  |
| 1963 | 3      | Jambes                 | Roubaix              |                                                |
| 1964 | 3a     | Amiens                 | Forest               |                                                |
| 1964 | 3b     | Forest                 | Forest               | Mannschaftszeitfahren vor Ort                  |
| 1964 | 4      | Forest                 | Metz                 | über Luxemburg-Stadt                           |
| 1965 | 1a     | Köln                   | Lüttich              |                                                |
| 1965 | 1b     | Lüttich                | Lüttich              | Mannschaftszeitfahren vor Ort                  |
| 1965 | 2      | Lüttich                | Roubaix              |                                                |
| 1966 | 2      | Charleville            | Tournai              |                                                |
| 1966 | 3a     | Tournai                | Tournai              | Mannschaftszeitfahren vor Ort                  |
| 1966 | 3b     | Tournai                | Dünkirchen           |                                                |
| 1967 | 5a     | Roubaix                | Jambes               |                                                |
| 1967 | 5b     | Jambes                 | Jambes               | Mannschaftszeitfahren vor Ort                  |
| 1967 | 6      | Jambes                 | Metz                 | über Arsdorf, Arlon und Luxemburg-Stadt        |
| 1968 | 2      | Arlon                  | Forest               |                                                |
| 1968 | 3a     | Forest                 | Forest               | Mannschaftszeitfahren vor Ort                  |
| 1968 | 3b     | Forest                 | Roubaix              |                                                |
| 1969 | 1a     | Roubaix                | Sint-Pieters-Woluwe  |                                                |
| 1969 | 1b     | Sint-Pieters-Woluwe    | Sint-Pieters-Woluwe  | Mannschaftszeitfahren vor Ort                  |
| 1969 | 2      | Sint-Pieters-Woluwe    | Maastricht           |                                                |
| 1969 | 3      | Maastricht             | Charleville-Mézières | über Verviers und Marche-en-Famenne            |
| 1970 | 7a     | Valenciennes           | Forest               |                                                |
| 1970 | 7b     | Forest                 | Forest               | Einzelzeitfahren vor Ort                       |
| 1970 | 8      | Ciney                  | Felsberg             | über Schengen, Perl und Apach                  |
| 1971 | 4      | Nancy                  | Marche-en-Famenne    |                                                |
| 1971 | 5      | Dinant                 | Roubaix              |                                                |
| 1973 | 1b     | Rotterdam              | Sint-Niklaas         |                                                |
| 1973 | 2a     | Sint-Niklaas           | Sint-Niklaas         | Mannschaftszeitfahren vor Ort                  |
| 1973 | 2b     | Sint-Niklaas           | Roubaix              |                                                |
| 1974 | 6a     | Dieppe                 | Harelbeke            |                                                |
| 1974 | 6b     | Harelbeke              | Harelbeke            | Mannschaftszeitfahren vor Ort                  |
| 1974 | 7      | Mons                   | Châlons-en-Champagne |                                                |
| 1975 | P      | Charleroi              | Charleroi            | Grand Départ (Prolog)                          |
| 1975 | 1a     | Charleroi              | Molenbeek            |                                                |
| 1975 | 1b     | Molenbeek              | Roubaix              |                                                |
| 1976 | 4      | Le Touquet-Paris-Plage | Bornem               |                                                |
| 1976 | 5a     | Leuven                 | Leuven               | Mannschaftszeitfahren vor Ort                  |
| 1976 | 5b     | Leuven                 | Verviers             |                                                |
| 1976 | 6      | Bastogne               | Nancy                |                                                |
| 1977 | 12     | Roubaix                | Charleroi            |                                                |
| 1978 | 1b     | Sint-Willebrord        | Brüssel              |                                                |
| 1978 | 2      | Brüssel                | Saint-Amand-les-Eaux |                                                |
| 1979 | 10     | Roubaix                | Brüssel              |                                                |
| 1979 | 11     | Brüssel                | Brüssel              | Einzelzeitfahren vor Ort                       |
| 1979 | 12     | Rochefort              | Metz                 |                                                |
| 1980 | 3      | Metz                   | Lüttich              | über Arlon und Diekirch                        |
| 1980 | 4      | Francorchamps          | Francorchamps        | Einzelzeitfahren nach Spa und zurück           |
| 1980 | 5      | Lüttich                | Lille                |                                                |
| 1981 | 12a    | Roubaix                | Brüssel              |                                                |
| 1981 | 12b    | Brüssel                | Zolder               |                                                |
| 1981 | 13     | Beringen               | Hasselt              |                                                |
| 1982 | 4      | Beauraing              | Mouscron             | über Givet                                     |
| 1982 | 6      | Lille                  | Lille                | Etappe nach Béthune, Menen, Tournai und zurück |
| 1989 | 3      | Luxemburg              | Spa-Francorchamps    |                                                |
| 1989 | 4      | Lüttich                | Wasquehal            |                                                |
| 1992 | 6      | Roubaix                | Brüssel              |                                                |
| 1992 | 7      | Brüssel                | Valkenburg           |                                                |
| 1994 | 2      | Roubaix                | Boulogne-sur-Mer     | über Ypern                                     |
| 1995 | 6      | Dünkirchen             | Charleroi            |                                                |
| 1995 | 7      | Charleroi              | Lüttich              |                                                |
| 1995 | 8      | Huy                    | Seraing              | Einzelzeitfahren                               |
| 1996 | 2      | ’s-Hertogenbosch       | Wasquehal            | über Antwerpen und Gent                        |
| 2001 | 2      | Calais                 | Antwerpen            |                                                |
| 2001 | 3      | Antwerpen              | Seraing              |                                                |
| 2001 | 4      | Huy                    | Verdun               |                                                |
| 2004 | P      | Lüttich                | Lüttich              | Grand Départ (Prolog)                          |
| 2004 | 1      | Lüttich                | Charleroi            |                                                |
| 2004 | 2      | Charleroi              | Namur                | über Bavay und Avesnes-sur-Helpe               |
| 2004 | 3      | Waterloo               | Wasquehal            |                                                |
| 2006 | 3      | Esch                   | Valkenburg           | über Spa                                       |
| 2006 | 4      | Huy                    | Saint-Quentin        |                                                |
| 2007 | 2      | Dünkirchen             | Gent                 |                                                |
| 2007 | 3      | Waregem                | Compiègne            |                                                |
| 2010 | 1      | Rotterdam              | Brüssel              |                                                |
| 2010 | 2      | Brüssel                | Spa                  |                                                |
| 2010 | 3      | Wanze                  | Wallers              |                                                |
| 2012 | P      | Lüttich                | Lüttich              | Grand Départ (Prolog)                          |
| 2012 | 1      | Lüttich                | Seraing              |                                                |
| 2012 | 2      | Visé                   | Tournai              |                                                |
| 2014 | 4      | Le Touquet-Paris-Plage | Lille                | über Grenzstation Calicannes                   |
| 2014 | 5      | Ypern                  | Wallers              |                                                |
| 2015 | 3      | Antwerpen              | Huy                  |                                                |
| 2015 | 4      | Seraing                | Cambrai              |                                                |
| 2017 | 2      | Düsseldorf             | Lüttich              |                                                |
| 2017 | 3      | Verviers               | Longwy               | über Wiltz und Esch                            |
| 2019 | 1      | Brüssel                | Brüssel              | Grand Départ, Etappe nach Charleroi und zurück |
| 2019 | 2      | Brüssel                | Brüssel              | Mannschaftszeitfahren vor Ort                  |
| 2019 | 3      | Binche                 | Épernay              |                                                |
| 2022 | 6      | Binche                 | Longwy               |                                                |

### Dänemark

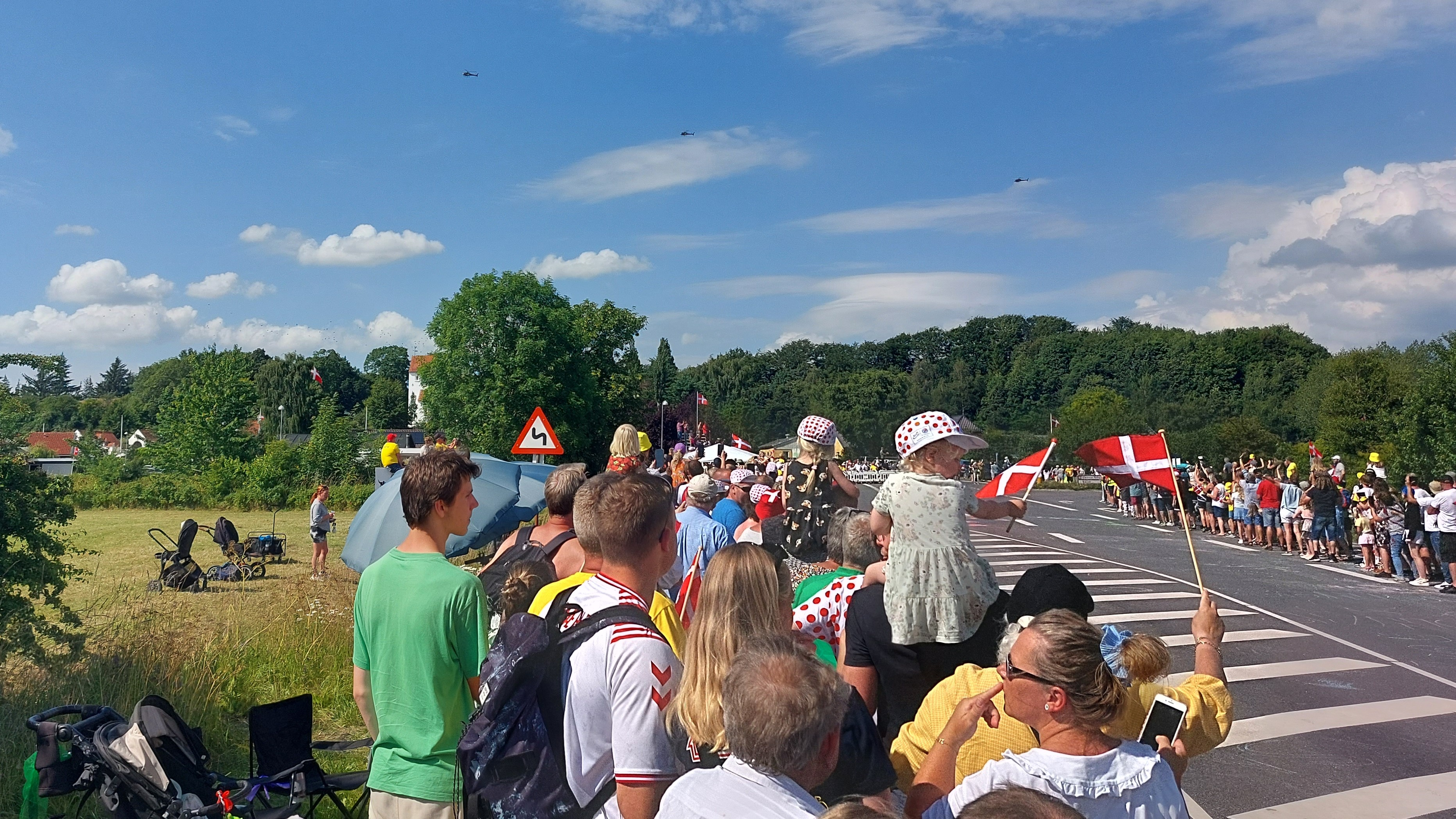
Dänische Zuschauer bei der 3. Etappe 2022

In Dänemark gastierte die Tour de France bislang einmal, und zwar 2022. Dies war ursprünglich für 2021 vorgesehen gewesen, wurde aber wegen Komplikationen infolge der Corona-Krise um ein Jahr verschoben. Nach drei Etappen in Dänemark und einem Pausentag wurde die Tour im Norden Frankreichs fortgesetzt.
| Jahr | Etappe | Start      | Ziel       | Bemerkung                               |
| ---- | ------ | ---------- | ---------- | --------------------------------------- |
| 2022 | 1      | Kopenhagen | Kopenhagen | Grand Départ (Einzelzeitfahren vor Ort) |
| 2022 | 2      | Roskilde   | Nyborg     |                                         |
| 2022 | 3      | Vejle      | Sønderborg |                                         |

### Deutschland

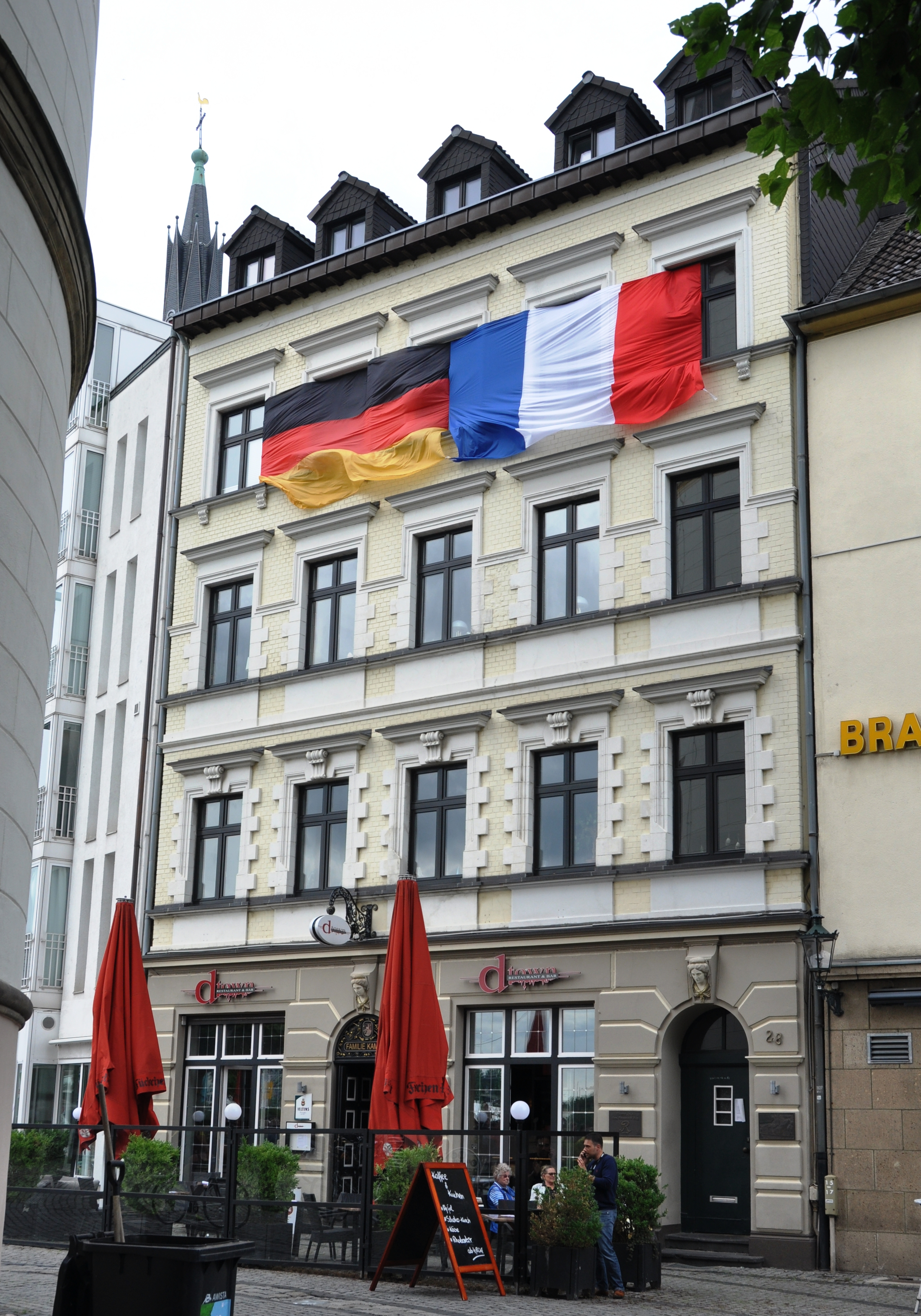
Flaggenschmuck am Düsseldorfer Burgplatz beim Tourstart 2017.

Dieser Abschnitt fasst alle Etappen in Deutschland zusammen, unabhängig von der jeweiligen Staatsform (Kaiserreich, Saarland, Bundesrepublik, West-Berlin).
Zu Beginn der Tour-Geschichte gehörte Elsass-Lothringen zu Deutschland. Im Herbst 1905 sprachen die Organisatoren beim als Sportsfreund bekannten Lothringer Bezirkspräsidenten Graf Friedrich von Zeppelin-Aschhausen vor, um im Jahr darauf Metz ansteuern zu können. Zwar waren grenzüberschreitende Sportveranstaltungen zu jener Zeit nichts Neues (siehe etwa das Motorsportrennen Paris–Berlin 1901), aber eine explizit Frankreich-Rundfahrt genannte Veranstaltung in einem von Frankreich beanspruchten Gebiet war politisch heikel. Zumindest nach außen gaben sich die Organisatoren „von jedem politischen Gedanken unbefleckt“, und Graf Zeppelin äußerte Zuversicht auf friedliche Nachbarschaft.
Jedenfalls konnte die Tour 1906 Metz auf der Etappe von Douai nach Nancy passieren, und von 1907 bis 1910 wurde die Stadt Etappenort, jeweils eine Premiere im Ausland. Ab 1911 mied die Tour Metz. In der Literatur wird dies bisweilen als Folge eines deutschen Verbots dargestellt. Allerdings hatte Henri Desgrange die Streckenänderung bereits unmittelbar nach der Tour 1910 verkündet und mit den Bedürfnissen einer Frankreich-Rundfahrt begründet.
Nach dem Ersten Weltkrieg nahm die Tour de France 1919 mit Etappen nach Straßburg und Metz auch symbolisch Besitz von Elsass-Lothringen. Die nächsten Besuche in Deutschland erfolgten 1948 und 1953, allerdings im damals wirtschaftlich an Frankreich angeschlossenen Saarland. Die mehrfachen Besuche im kleinen saarländischen Ort Felsberg, das 1970 Etappenziel war, galten dem Sender Felsberg-Berus, von dem der französische Hörfunksender Europe 1 ausgestrahlt wurde.
Zu einer Etappe in die Bundesrepublik kam es erstmals 1964, nach Abschluss des Élysée-Vertrags. Im Jahr darauf war Köln Gastgeber des Tourstarts, und 1980 ging diese Rolle an Frankfurt am Main. Politische Dimensionen hatte auch der Tourstart 1987 in West-Berlin zum 750-jährigen Jubiläum der geteilten Stadt. Tour-Direktor Félix Lévitan wollte die DDR und die Fahrer des Ostblocks an dieser Tour-Ausgabe beteiligen, was von der DDR-Führung jedoch abgelehnt wurde. Die Etappen 1 und 2 respektive 4 und 5 der Tour 1987 waren ungeachtet ihrer Benennung nur Halbetappen, die zu zweit nacheinander an einem Tag ausgetragen wurden.
Zu einer Häufung von Tour-Besuchen in Deutschland kam es zwischen 2000 und 2006 während der Radsport-Euphorie durch die Erfolge von Jan Ullrich. Nach Dopingskandalen und dem Rückzug von ARD und ZDF während der Tour 2007 gab es eine 11-jährige Pause, bevor Düsseldorf 2017 den vierten Tourstart in Deutschland organisierte.
| Jahr | Etappe | Start                | Ziel                 | Bemerkung                                 |
| ---- | ------ | -------------------- | -------------------- | ----------------------------------------- |
| 1906 | 2      | Douai                | Nancy                | über Metz                                 |
| 1907 | 2      | Roubaix              | Metz                 |                                           |
| 1907 | 3      | Metz                 | Belfort              |                                           |
| 1908 | 2      | Roubaix              | Metz                 |                                           |
| 1908 | 3      | Metz                 | Belfort              |                                           |
| 1909 | 2      | Roubaix              | Metz                 |                                           |
| 1909 | 3      | Metz                 | Belfort              |                                           |
| 1910 | 2      | Roubaix              | Metz                 |                                           |
| 1910 | 3      | Metz                 | Belfort              |                                           |
| 1948 | 18     | Straßburg            | Metz                 | über Saarbrücken                          |
| 1953 | 1      | Straßburg            | Metz                 | über Saarbrücken                          |
| 1964 | 5      | Lunéville            | Freiburg im Breisgau |                                           |
| 1964 | 6      | Freiburg im Breisgau | Besançon             |                                           |
| 1965 | 1a     | Köln                 | Lüttich              | Grand Départ                              |
| 1970 | 8      | Ciney                | Felsberg             | über Schengen, Perl und Apach             |
| 1970 | 9      | Saarlouis            | Mülhausen            |                                           |
| 1971 | 1b     | Basel                | Freiburg im Breisgau |                                           |
| 1971 | 1c     | Freiburg im Breisgau | Mülhausen            |                                           |
| 1977 | 13a    | Freiburg im Breisgau | Freiburg im Breisgau | mehrfach befahrener Rundkurs              |
| 1980 | P      | Frankfurt am Main    | Frankfurt am Main    | Grand Départ (Prolog)                     |
| 1980 | 1a     | Frankfurt am Main    | Wiesbaden            |                                           |
| 1980 | 1b     | Wiesbaden            | Frankfurt am Main    | Mannschaftszeitfahren                     |
| 1980 | 2      | Frankfurt am Main    | Metz                 |                                           |
| 1987 | P      | West-Berlin          | West-Berlin          | Grand Départ (Prolog)                     |
| 1987 | 1      | West-Berlin          | West-Berlin          | Halbetappe über 105 km in West-Berlin     |
| 1987 | 2      | West-Berlin          | West-Berlin          | Halbetappe, Mannschaftszeitfahren vor Ort |
| 1987 | 3      | Karlsruhe            | Stuttgart            |                                           |
| 1987 | 4      | Stuttgart            | Pforzheim            | Halbetappe                                |
| 1987 | 5      | Pforzheim            | Straßburg            | Halbetappe                                |
| 1992 | 8      | Valkenburg           | Koblenz              |                                           |
| 1992 | 10     | Luxemburg            | Straßburg            | über Perl                                 |
| 2000 | 18     | Lausanne             | Freiburg im Breisgau |                                           |
| 2000 | 19     | Freiburg im Breisgau | Mülhausen            | Einzelzeitfahren                          |
| 2002 | 2      | Luxemburg            | Saarbrücken          |                                           |
| 2005 | 7      | Lunéville            | Karlsruhe            |                                           |
| 2005 | 8      | Pforzheim            | Gérardmer            |                                           |
| 2006 | 1      | Straßburg            | Straßburg            | über Offenburg                            |
| 2017 | 1      | Düsseldorf           | Düsseldorf           | Grand Départ (Einzelzeitfahren vor Ort)   |
| 2017 | 2      | Düsseldorf           | Lüttich              |                                           |

### Großbritannien

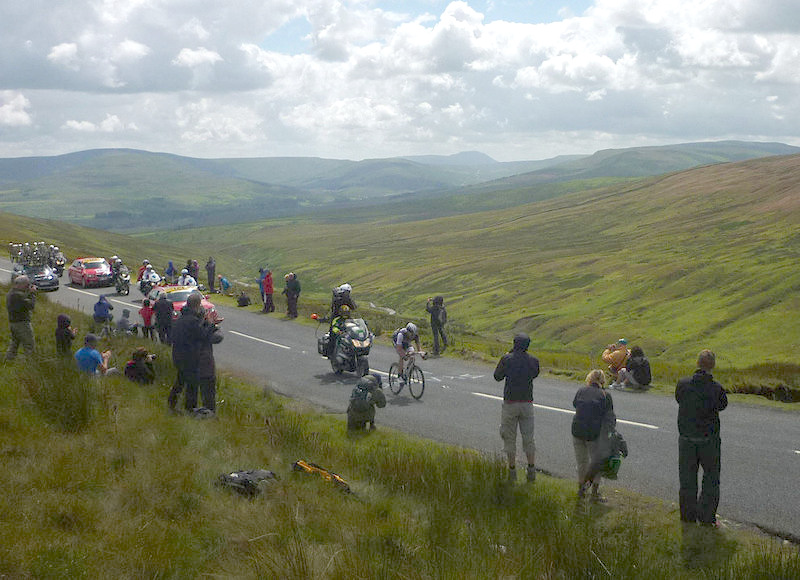
Die Tour 2014 in den Pennines.

Großbritannien bzw. das Vereinigte Königreich hatte die Tour bisher viermal zu Gast. 1974 und 1994 begann die Tour in Frankreich und machte zwischendurch einen Abstecher über den Ärmelkanal. Diese Besuche fanden anlässlich des EG-Beitritts des Vereinigten Königreichs (1973) bzw. der Eröffnung des Eurotunnels (1994) statt und berührten nur den äußersten Süden des Landes, ebenso wie die 2007 in London gestartete Ausgabe. Die Tour 2014 begann weiter nördlich in York und verlief über zwei Etappen durch die Pennines. Alle vier Ausgaben fanden im Landesteil England statt. Die Tour wurde jeweils ohne Pausentag in Frankreich fortgesetzt. 2027 soll die Tour de France im schottischen Edinburgh starten und im weiteren Verlauf die Landesteile Wales und England durchqueren.
| Jahr | Etappe | Start      | Ziel       | Bemerkung                          |
| ---- | ------ | ---------- | ---------- | ---------------------------------- |
| 1974 | 2      | Plymouth   | Plymouth   | mehrfach befahrener Rundkurs       |
| 1994 | 4      | Dover      | Brighton   |                                    |
| 1994 | 5      | Portsmouth | Portsmouth | Etappe nach Basingstoke und zurück |
| 2007 | P      | London     | London     | Grand Départ (Prolog)              |
| 2007 | 1      | London     | Canterbury |                                    |
| 2014 | 1      | Leeds      | Harrogate  | Grand Départ                       |
| 2014 | 2      | York       | Sheffield  |                                    |
| 2014 | 3      | Cambridge  | London     |                                    |

### Irland
Zum bislang einzigen Mal war die Tour 1998 in Irland. Nach den ersten drei Etappen auf der Insel wurde die Tour ohne Pausentag in der Bretagne fortgesetzt. Dieses Arrangement half den Organisatoren, eine Überschneidung mit der zeitgleich in Frankreich ausgetragenen Fußball-Weltmeisterschaft 1998 zu vermeiden.
| Jahr | Etappe | Start       | Ziel   | Bemerkung                     |
| ---- | ------ | ----------- | ------ | ----------------------------- |
| 1998 | P      | Dublin      | Dublin | Grand Départ (Prolog)         |
| 1998 | 1      | Dublin      | Dublin | Etappe nach Arklow und zurück |
| 1998 | 2      | Enniscorthy | Cork   |                               |

### Italien

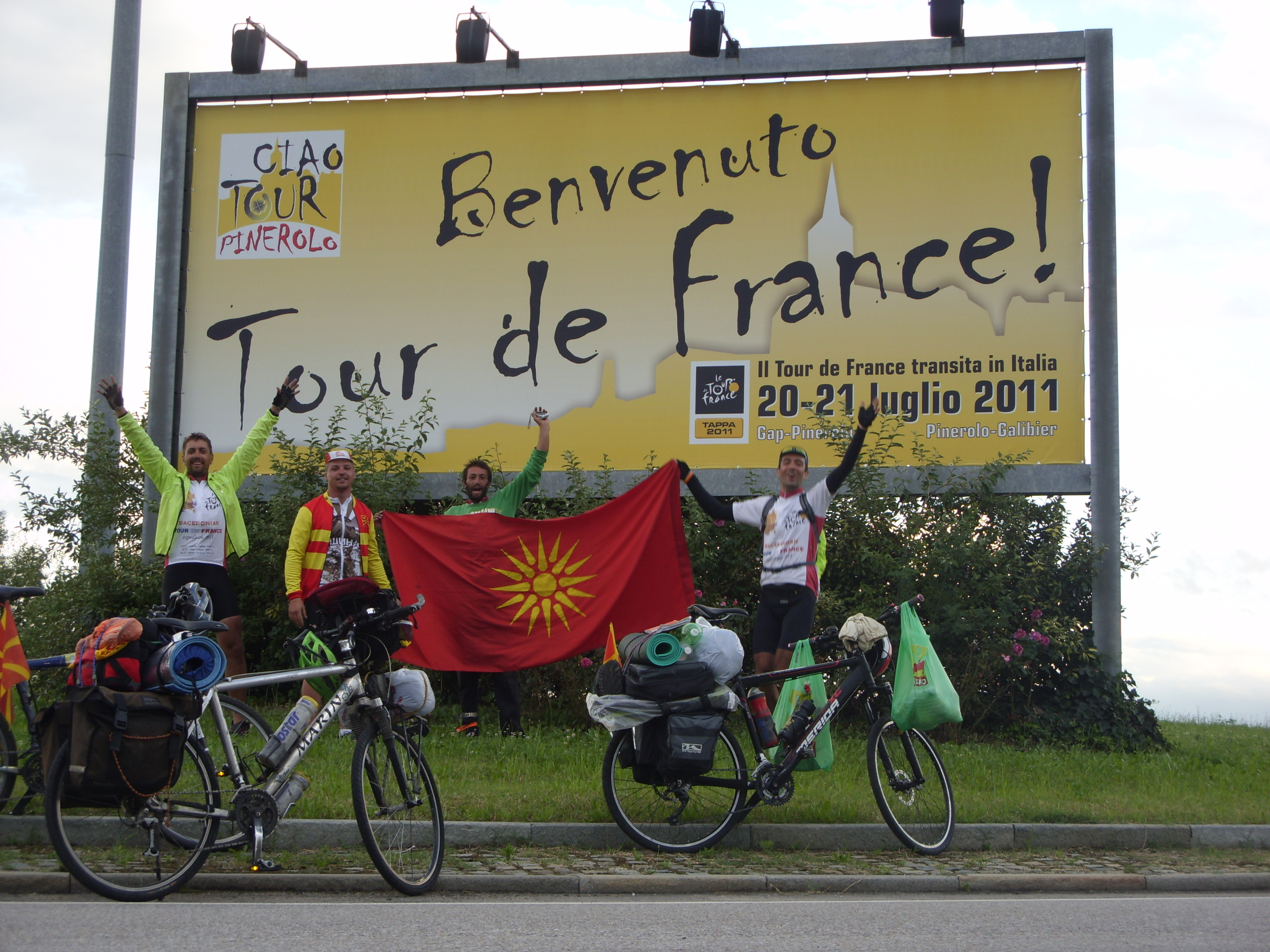
Willkommensgruß an die Tour 2011 in Pinerolo

Manchen Quellen zufolge, inklusive Publikationen der Tour de France selbst, kam die Tour bereits 1906 nach Ventimiglia. Sowohl die Streckenbeschreibung als auch der Rennbericht in L’Auto belegen jedoch eindeutig, dass die Fahrer lediglich bis zur Grenze bei Menton fuhren und dort umkehrten.
Der erste tatsächliche Besuch Italiens kam erst 1948 mit einer Etappe entlang der Küste nach Sanremo zustande. Im Folgejahr war die 18. Etappe aus dem Aostatal nach Lausanne die erste vollständig im Ausland stattfindende Etappe der Tour-Geschichte. 1950 wurde die vorgesehene Etappe nach Sanremo vor der Grenze in Menton beendet, nachdem die italienische Mannschaft aus Protest gegen Misshandlungen ihrer Fahrer durch Zuschauer die Tour verlassen hatte. Bis 1966 folgten dennoch weiter regelmäßige Gastspiele. Die folgende 26-jährige Pause in den Beziehungen zu Italien fand 1992 aus Anlass des Vertrags von Maastricht ein Ende. Die Tour de France 2011 erwies dem 150-jährigen Bestehen Italiens Reverenz, die Tour 2024 dem 100-jährigen Jubiläum des Toursiegs von Ottavio Bottecchia. 2024 war zugleich der erste Grand Départ in Italien. 
Von den geographisch bedingt sehr wenigen Grenzübergängen zwischen beiden Ländern wurde der Col de Montgenèvre mit 11 Mal am häufigsten benutzt. Der Col de Larche fand viermal Eingang in den Giro d’Italia, aber noch nie in die Tour de France. Immerhin fünfmal ging es über den Großen St. Bernhard in die Schweiz. 1963 und 2009 wurde Italien über den Großen und den Kleinen St. Bernhard ohne Etappenhalt passiert. Letzteres verhinderte die Tour-Teilnahme von Alejandro Valverde, der wegen des Dopingskandals Fuentes für Rennen in Italien gesperrt war.
Aufgrund der geographischen Bedingungen beschränkte sich die Tour zumeist auf die italienischen Westalpen sowie auf Etappenorte an deren Rand wie Turin. Erst anlässlich des Tour-Auftakts 2024 in Florenz drang sie weiter ins Landesinnere vor, mit Etappen bis hin zur Adria. Die Etappe von Cesenatico nach Bologna war die erste Tour-Etappe, die komplett in Italien verlief.
| Jahr | Etappe | Start                   | Ziel                | Bemerkung                      |
| ---- | ------ | ----------------------- | ------------------- | ------------------------------ |
| 1948 | 11     | Marseille               | Sanremo             | über Monte-Carlo und Menton    |
| 1948 | 12     | Sanremo                 | Cannes              |                                |
| 1949 | 17     | Briançon                | Aosta               | über Susa und Lanslevillard    |
| 1949 | 18     | Saint-Vincent           | Lausanne            |                                |
| 1952 | 11     | Le Bourg-d’Oisans       | Sestriere           |                                |
| 1952 | 12     | Sestriere               | Monaco              | über Sospel                    |
| 1956 | 17     | Gap                     | Turin               |                                |
| 1956 | 18     | Turin                   | Grenoble            |                                |
| 1959 | 18     | Col du Lautaret         | Aosta               | Etappe wegen Unwetter verkürzt |
| 1959 | 19     | Saint-Vincent           | Annecy              | über Martigny                  |
| 1961 | 10     | Grenoble                | Turin               |                                |
| 1961 | 11     | Turin                   | Antibes             |                                |
| 1963 | 17     | Val-d’Isère             | Chamonix            | über Aosta und Martigny        |
| 1966 | 17     | Briançon                | Turin               |                                |
| 1966 | 18     | Ivrea                   | Chamonix            | über Martigny                  |
| 1992 | 13     | Saint-Gervais-les-Bains | Sestriere           |                                |
| 1992 | 14     | Sestriere               | Alpe d’Huez         |                                |
| 1996 | 9      | Le Monêtier-les-Bains   | Sestriere           | Etappe wegen Unwetter verkürzt |
| 1996 | 10     | Turin                   | Gap                 |                                |
| 1999 | 9      | Le Grand-Bornand        | Sestriere           |                                |
| 1999 | 10     | Sestriere               | Alpe d’Huez         |                                |
| 2008 | 15     | Embrun                  | Prato Nevoso        |                                |
| 2008 | 16     | Cuneo                   | Jausiers            |                                |
| 2009 | 16     | Martigny                | Bourg-Saint-Maurice | über Aosta                     |
| 2011 | 17     | Gap                     | Pinerolo            |                                |
| 2011 | 18     | Pinerolo                | Col du Galibier     |                                |
| 2024 | 1      | Florenz                 | Rimini              | Grand Départ, über San Marino  |
| 2024 | 2      | Cesenatico              | Bologna             |                                |
| 2024 | 3      | Piacenza                | Turin               |                                |
| 2024 | 4      | Pinerolo                | Valloire            |                                |

### Luxemburg

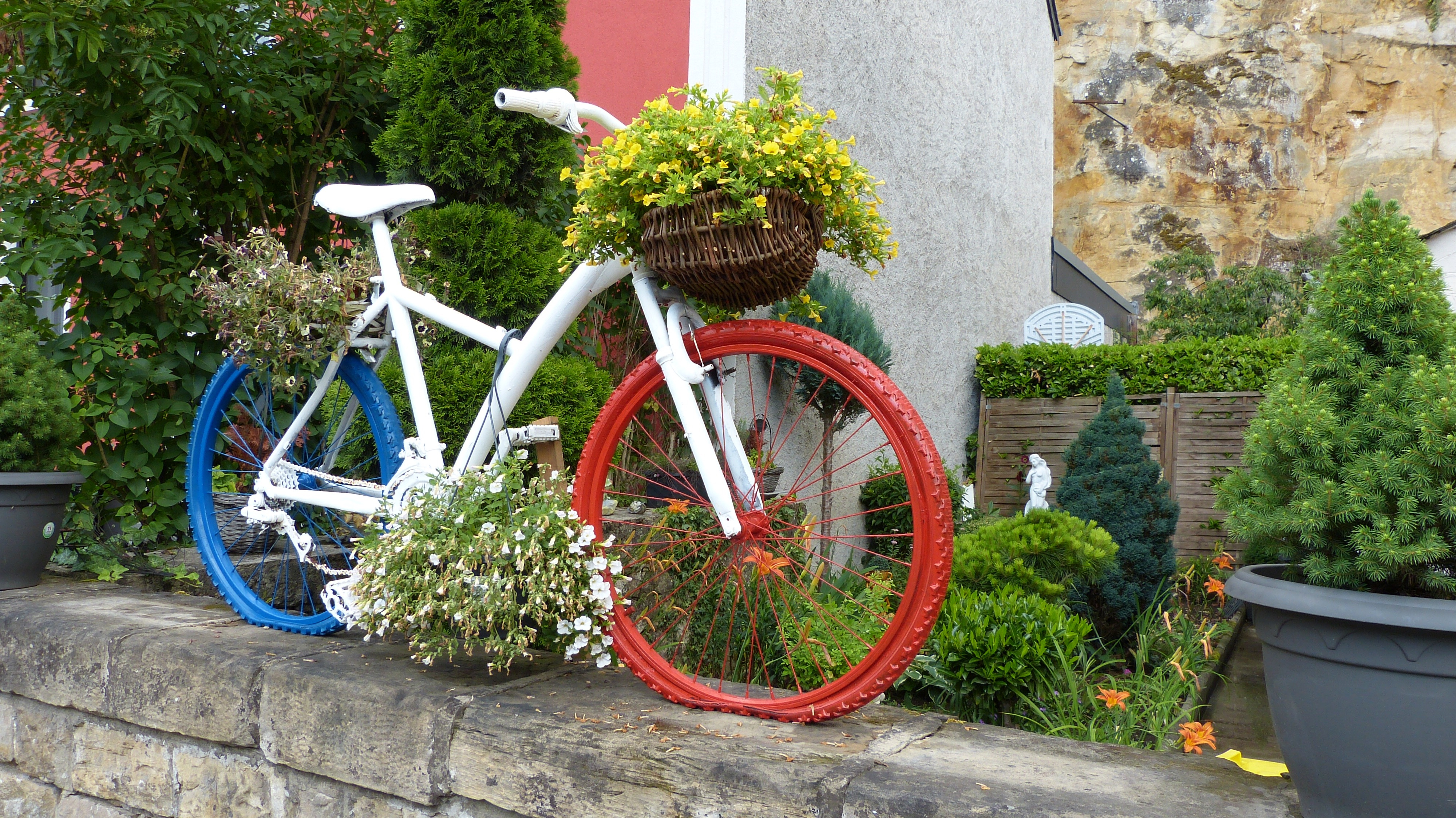
Tour-Deko 2017 in Bad Mondorf

1906 machte die Tour de France von Longwy aus einen Abstecher zur luxemburgischen Grenze und zurück. Es sollte jedoch bis 1947 dauern, bevor die Fahrer erstmals in das Großherzogtum einfuhren. Danach wurde das Land öfters auf Etappen zwischen französischen und belgischen Orten durchquert; deutlich öfter jedenfalls als die sieben Besuche, von denen die luxemburgische Regierung 2017 zu berichten wusste.
Bei insgesamt 17 Besuchen wurde quasi das gesamte Land durchquert, von Süd nach Nord (1950) und von West nach Ost (1970). Häufig ging es durch die Hauptstadt Luxemburg, die 1989 und 2002 gar Ausgangspunkt der Tour war. Durch Schengen rollten die Fahrer mehrfach, insbesondere in Zusammenhang mit dem Vertrag von Maastricht (1992) und dem Schengener Abkommen (2017).
| Jahr | Etappe | Start       | Ziel              | Bemerkung                                     |
| ---- | ------ | ----------- | ----------------- | --------------------------------------------- |
| 1947 | 3      | Brüssel     | Luxemburg         | über Charleville                              |
| 1947 | 4      | Luxemburg   | Straßburg         |                                               |
| 1948 | 19     | Metz        | Lüttich           | über Luxemburg-Stadt                          |
| 1950 | 2      | Metz        | Lüttich           | über Luxemburg-Stadt                          |
| 1953 | 2      | Metz        | Lüttich           | über Luxemburg-Stadt                          |
| 1955 | 4      | Namur       | Metz              | über Esch                                     |
| 1959 | 2      | Metz        | Namur             | über Luxemburg-Stadt                          |
| 1962 | 1      | Nancy       | Spa               | über Luxemburg-Stadt                          |
| 1964 | 4      | Forest      | Metz              | über Luxemburg-Stadt                          |
| 1967 | 6      | Jambes      | Metz              | über Arsdorf, Arlon und Luxemburg-Stadt       |
| 1968 | 1      | Vittel      | Esch              |                                               |
| 1970 | 8      | Ciney       | Felsberg          | über Luxemburg-Stadt, Perl und Apach          |
| 1980 | 3      | Metz        | Lüttich           | über Arlon und Diekirch                       |
| 1989 | P      | Luxemburg   | Luxemburg         | Grand Départ (Prolog)                         |
| 1989 | 1      | Luxemburg   | Luxemburg         | Etappe über Esch und Echternach               |
| 1989 | 2      | Luxemburg   | Luxemburg         | Mannschaftszeitfahren nach Pétange und zurück |
| 1989 | 3      | Luxemburg   | Spa-Francorchamps |                                               |
| 1992 | 9      | Luxemburg   | Luxemburg         | Einzelzeitfahren nach Grevenmacher und zurück |
| 1992 | 10     | Luxemburg   | Straßburg         | über Perl                                     |
| 2002 | P      | Luxemburg   | Luxemburg         | Grand Départ (Prolog)                         |
| 2002 | 1      | Luxemburg   | Luxemburg         | Etappe nach Vianden, Remich und zurück        |
| 2002 | 2      | Luxemburg   | Saarbrücken       |                                               |
| 2006 | 2      | Obernai     | Esch              |                                               |
| 2006 | 3      | Esch        | Valkenburg        | über Spa                                      |
| 2017 | 3      | Verviers    | Longwy            | über Wiltz und Esch                           |
| 2017 | 4      | Bad Mondorf | Vittel            |                                               |

### Monaco

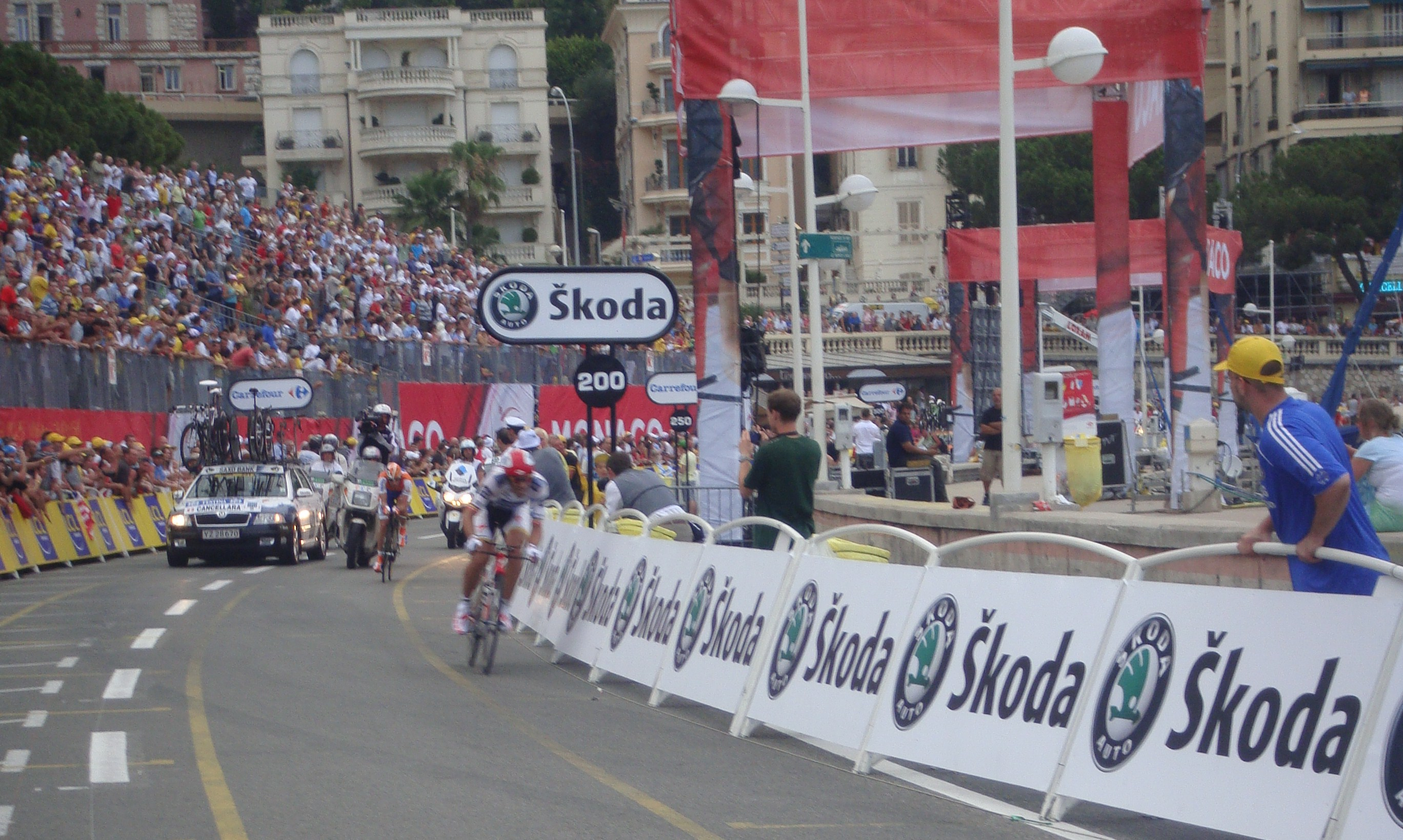
Zeitfahren in Monaco 2009

Fester Bestandteil der Tour von 1911 bis 1947 war die „Schleife von Sospel“, ein etwa 100 Kilometer langer Rundkurs von Nizza durch die Seealpen. Ab 1920 war Monte-Carlo im Programm dieser Schleife. In der Regel (und soweit unten nicht anders angegeben) kamen die Fahrer von Menton über den Boulevard des Moulins, wo bisweilen ein Sonderpreis vergeben wurde, und verließen das Fürstentum Richtung Beausoleil und La Turbie. 1922 wurde die Durchfahrt in Monaco trotz Staatstrauer organisiert. 1933 fuhr man die Schleife gegen den Uhrzeigersinn und erreichte Monaco über die kurz zuvor eröffnete Moyenne Corniche. 1939 war der Sospel-Schleife eine eigene Etappe von und nach Monaco gewidmet.
1948 fand die Sospel-Schleife nicht mehr Eingang in die Tour, Monaco wurde stattdessen entlang der Küstenstraße (Basse Corniche) passiert, ebenso 1950. In den 1950er Jahren gastierten die Fahrer noch öfters im Fürstentum, seitdem nur recht selten. 2009 veranstaltete Monaco erstmals den Tourstart. 2024 verlief die letzte Etappe in Form eines Zeitfahrens von Monaco nach Nizza. In jenem Jahr endete die Tour erstmals nicht in Paris, das 2024 die Olympischen Sommerspiele ausrichtete. Es war daher auch das erste Mal, dass die Schlussetappe teilweise im Ausland stattfand.
| Jahr | Etappe | Start           | Ziel            | Bemerkung                                                      |
| ---- | ------ | --------------- | --------------- | -------------------------------------------------------------- |
| 1920 | 9      | Aix-en-Provence | Nizza           | über Monte-Carlo                                               |
| 1921 | 9      | Toulon          | Nizza           | über Monte-Carlo                                               |
| 1922 | 9      | Toulon          | Nizza           | über Monte-Carlo                                               |
| 1923 | 9      | Toulon          | Nizza           | über Monte-Carlo                                               |
| 1924 | 9      | Toulon          | Nizza           | über Monte-Carlo                                               |
| 1925 | 12     | Toulon          | Nizza           | über Monte-Carlo                                               |
| 1926 | 13     | Toulon          | Nizza           | über Monte-Carlo                                               |
| 1927 | 15     | Toulon          | Nizza           | über Monte-Carlo                                               |
| 1928 | 12     | Marseille       | Nizza           | über Monte-Carlo                                               |
| 1929 | 13     | Cannes          | Nizza           | über Monte-Carlo                                               |
| 1930 | 14     | Cannes          | Nizza           | über Monte-Carlo                                               |
| 1931 | 14     | Cannes          | Nizza           | über Monte-Carlo                                               |
| 1932 | 10     | Cannes          | Nizza           | über Monte-Carlo                                               |
| 1933 | 11     | Nizza           | Cannes          | über Monte-Carlo (Moyenne Corniche)                            |
| 1934 | 11     | Nizza           | Cannes          | über Monte-Carlo                                               |
| 1935 | 11     | Nizza           | Cannes          | über Monte-Carlo                                               |
| 1936 | 11     | Nizza           | Cannes          | über Monte-Carlo                                               |
| 1937 | 10     | Digne           | Nizza           | über Monte-Carlo                                               |
| 1938 | 13     | Cannes          | Digne           | über Monte-Carlo                                               |
| 1939 | 12b    | Saint-Raphaël   | Monaco          |                                                                |
| 1939 | 13     | Monaco          | Monaco          | Rundkurs über Sospel                                           |
| 1939 | 14     | Monaco          | Digne           |                                                                |
| 1947 | 10     | Digne           | Nizza           | über Monte-Carlo                                               |
| 1948 | 11     | Marseille       | Sanremo         | über Monte-Carlo (Basse Corniche) und Menton                   |
| 1950 | 15     | Toulon          | Menton          | über Monte-Carlo (Basse Corniche); ursprüngliches Ziel Sanremo |
| 1952 | 12     | Sestriere       | Monaco          | über Sospel                                                    |
| 1952 | 13     | Monaco          | Aix-en-Provence |                                                                |
| 1953 | 16     | Marseille       | Monaco          |                                                                |
| 1953 | 17     | Monaco          | Gap             |                                                                |
| 1955 | 9      | Briançon        | Monaco          |                                                                |
| 1955 | 10     | Monaco          | Marseille       |                                                                |
| 1964 | 9      | Briançon        | Monaco          |                                                                |
| 1964 | 10a    | Monaco          | Hyères          |                                                                |
| 2009 | 1      | Monaco          | Monaco          | Grand Départ (Einzelzeitfahren über La Turbie und Roquebrune)  |
| 2009 | 2      | Monaco          | Brignoles       |                                                                |
| 2024 | 21     | Monaco          | Nizza           | Einzelzeitfahren, letzte Etappe                                |

### Niederlande

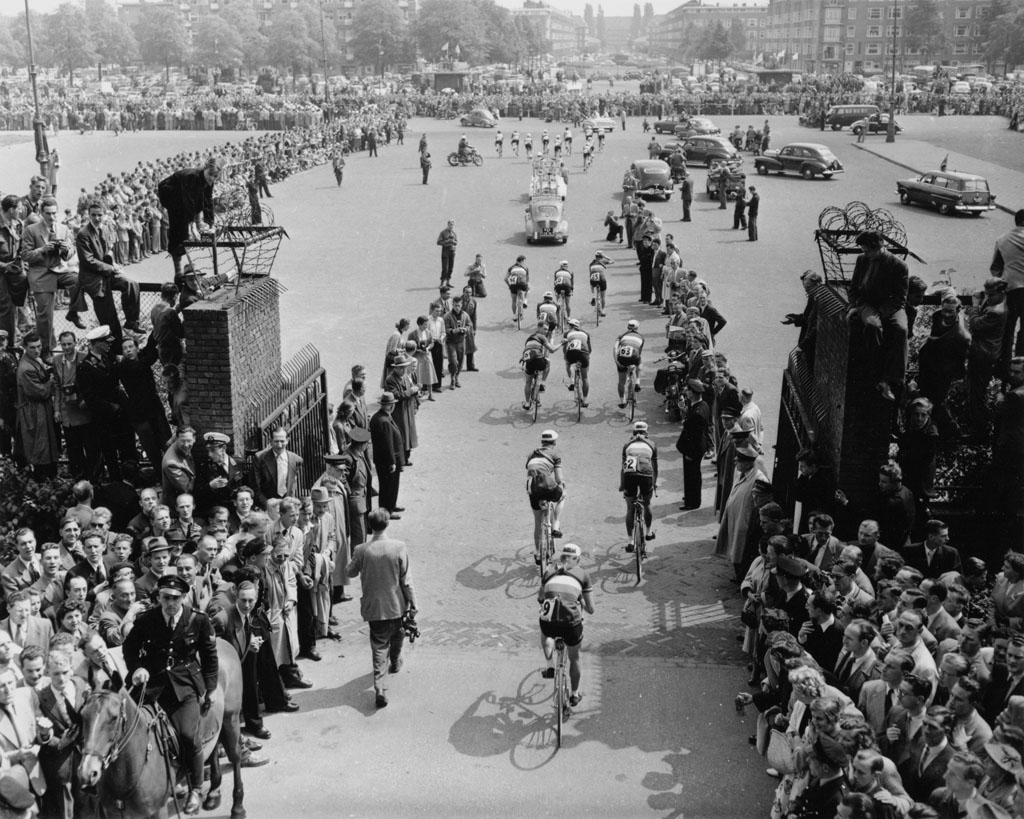
Erster Auslandsstart der Tour am Olympiastadion Amsterdam 1954.

Mit den Niederlanden war die Tour de France 1954 erstmals in einem Land, das nicht direkt an Frankreich angrenzt, wobei auch erstmals der Tourstart außerhalb Frankreichs stattfand. Die Niederlande sind neben Frankreich das einzige Land, in dem alle drei Grand Tours bisher gestartet sind, mit der Vuelta 2009, dem Giro 2010 und der Tour 2010 sogar alle drei in Folge. Utrecht ist zudem die einzige Stadt überhaupt, die Etappenort aller drei großen Rundfahrten war.
Vor dem Prolog 1978 in Leiden wurde wegen irregulärer Wetterbedingungen entschieden, diesen nicht fürs Gesamtklassement zu zählen. Die Etappe wird von der Tour dennoch anerkannt, ihr Gewinner Jan Raas in den Annalen aufgeführt.
Bis auf Valkenburg sind die Etappen in den Niederlanden flach. Die größte Bedrohung für Gesamtklassement-Kandidaten besteht durch heftige Seitenwinde, die das Peloton aufspalten können. Diesen fiel auf der 2. Etappe 2015 der spätere Zweite Nairo Quintana zum Opfer, der sich auf diese Weise einen vorentscheidenden Rückstand auf den späteren Sieger einhandelte.
| Jahr | Etappe | Start               | Ziel                 | Bemerkung                                           |
| ---- | ------ | ------------------- | -------------------- | --------------------------------------------------- |
| 1954 | 1      | Amsterdam           | Brasschaat           | Grand Départ                                        |
| 1958 | 2      | Gent                | Dünkirchen           | über Sluis und Brügge                               |
| 1969 | 2      | Sint-Pieters-Woluwe | Maastricht           |                                                     |
| 1969 | 3      | Maastricht          | Charleville-Mézières | über Verviers und Marche-en-Famenne                 |
| 1973 | P      | Scheveningen        | Scheveningen         | Grand Départ (Prolog)                               |
| 1973 | 1a     | Scheveningen        | Rotterdam            |                                                     |
| 1973 | 1b     | Rotterdam           | Sint-Niklaas         |                                                     |
| 1978 | P      | Leiden              | Leiden               | Grand Départ (Prolog); zählte nicht fürs Klassement |
| 1978 | 1a     | Leiden              | Sint-Willebrord      |                                                     |
| 1978 | 1b     | Sint-Willebrord     | Brüssel              |                                                     |
| 1992 | 7      | Brüssel             | Valkenburg           |                                                     |
| 1992 | 8      | Valkenburg          | Koblenz              |                                                     |
| 1996 | P      | ’s-Hertogenbosch    | ’s-Hertogenbosch     | Grand Départ (Prolog)                               |
| 1996 | 1      | ’s-Hertogenbosch    | ’s-Hertogenbosch     | Etappe nach Eindhoven und zurück                    |
| 1996 | 2      | ’s-Hertogenbosch    | Wasquehal            | über Antwerpen und Gent                             |
| 2006 | 3      | Esch                | Valkenburg           | über Spa                                            |
| 2010 | P      | Rotterdam           | Rotterdam            | Grand Départ (Prolog)                               |
| 2010 | 1      | Rotterdam           | Brüssel              |                                                     |
| 2015 | 1      | Utrecht             | Utrecht              | Grand Départ (Einzelzeitfahren vor Ort)             |
| 2015 | 2      | Utrecht             | Neeltje Jans         |                                                     |

### San Marino
Das einzige Gastspiel der Tour in San Marino fand 2024 statt, als die Tour in Italien begann. Die erste Etappe fuhr bei Chiesanuova in das kleine Land ein und bewältigte den Anstieg in die Hauptstadt San Marino, wo es eine Bergwertung gab. Bei Dogana verließen die Fahrer das Territorium. San Marino ist damit das einzige Land, das von der Tour ohne Etappenhalt besucht wurde.
| Jahr | Etappe | Start   | Ziel   | Bemerkung       |
| ---- | ------ | ------- | ------ | --------------- |
| 2024 | 1      | Florenz | Rimini | über San Marino |

### Schweiz

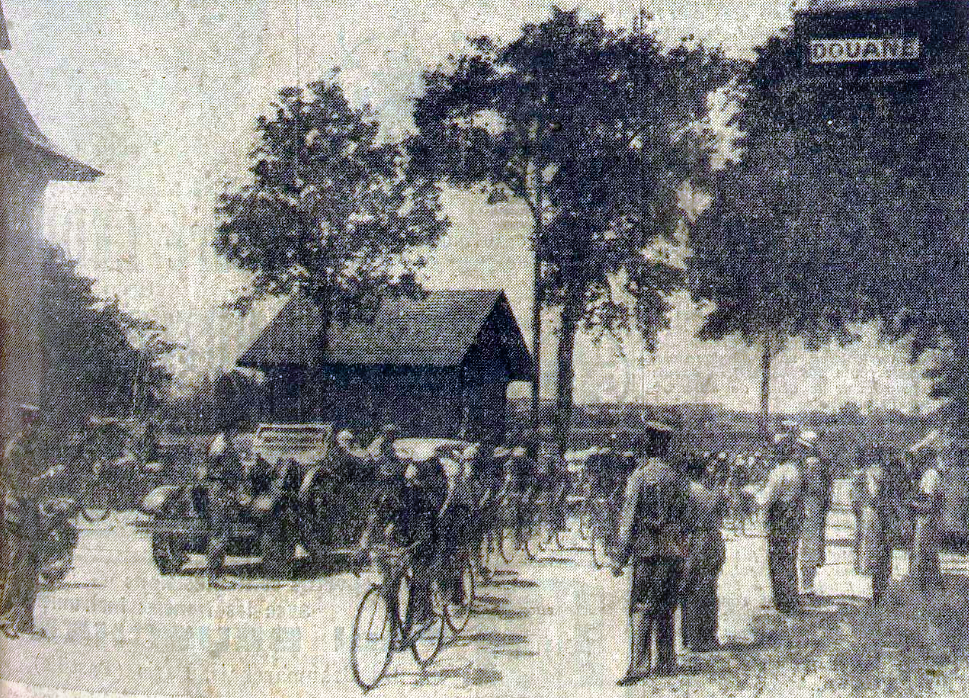
Die Fahrer 1935 an der Zollstation zwischen Frankreich und der Schweiz.

Die Schweiz wurde bisher 54 Mal von der Tour de France aufgesucht, öfter als jedes andere Nachbarland Frankreichs. Die große Mehrheit dieser Besuche war freilich kurz, also ohne Etappenhalt oder auf die Stadt Genf beschränkt.
Von 1907 bis 1939 stand Genf bei fast jeder Ausgabe der Tour im Programm. Bis 1910 wurde die Stadt als Umweg in die Etappe von Lyon nach Grenoble eingebaut, danach als Abkürzung zwischen Savoyen und Jura. Für die Einreise in die Schweiz genügte den Fahrern die Mitgliedskarte ihres Radsportverbands. Bezüglich der Zollkontrollen erreichte die Tour-Leitung freie Fahrt für die Athleten, aber die Begleitfahrzeuge mussten sich ihnen unterziehen. Wegen der Zollfreizone rund um Genf geschah die Rückkehr ins französische Zollgebiet erst weit im Inland, je nach Strecke in La Cure, an der Pont de la Caille oder bei Flumet. Zollformalitäten gab es daher selbst, wenn die Tour den Kanton Genf umging, wie dies etwa 1920 der Fall war. Insgesamt wurde Genf bis 1939 bei 23 Ausgaben besucht, davon achtmal mit Etappenhalt. Damit die Fahrer den Start in Genf nicht verpassten, sah sich die Tour-Leitung veranlasst, auf den damals noch bestehenden Zeitunterschied zwischen Frankreich und der Schweiz hinzuweisen.
Erst nach dem Zweiten Weltkrieg ging die Tour über Genf hinaus, mit Schwerpunkt auf der französischsprachigen Westschweiz. Mehrfaches Etappenziel war Lausanne, bis 2002 Hauptsitz des Radsport-Weltverbands UCI. Dessen neuer Hauptsitz in Aigle war Ausgangspunkt der 9. Etappe 2022. Am weitesten in die Schweiz hinein wagte sich die Tour 1955 mit Etappenort Zürich. Der bislang einzige Tourstart in der Schweiz war 1982 in Basel.
Das Dreiländereck zwischen der Schweiz, Frankreich und Deutschland umrundete die erste Etappe 1971 in drei Teiletappen Mülhausen–Basel–Freiburg–Mülhausen, wobei die Dreiteilung bei den Fahrern nicht auf Gegenliebe stieß. Fünfmal wurde am Großen St. Bernhard die Grenze mit Italien überfahren.
| Jahr | Etappe | Start               | Ziel                    | Bemerkung                                 |
| ---- | ------ | ------------------- | ----------------------- | ----------------------------------------- |
| 1907 | 5      | Lyon                | Grenoble                | über Genf                                 |
| 1908 | 5      | Lyon                | Grenoble                | über Genf                                 |
| 1909 | 5      | Lyon                | Grenoble                | über Genf                                 |
| 1910 | 5      | Lyon                | Grenoble                | über Genf                                 |
| 1911 | 4      | Belfort             | Chamonix                | über Genf                                 |
| 1912 | 4      | Belfort             | Chamonix                | über Genf                                 |
| 1913 | 11     | Grenoble            | Genf                    |                                           |
| 1913 | 12     | Genf                | Belfort                 |                                           |
| 1914 | 11     | Grenoble            | Genf                    |                                           |
| 1914 | 12     | Genf                | Belfort                 |                                           |
| 1919 | 11     | Grenoble            | Genf                    |                                           |
| 1919 | 12     | Genf                | Straßburg               |                                           |
| 1921 | 11     | Grenoble            | Genf                    |                                           |
| 1921 | 12     | Genf                | Straßburg               |                                           |
| 1922 | 11     | Briançon            | Genf                    |                                           |
| 1922 | 12     | Genf                | Straßburg               |                                           |
| 1923 | 11     | Briançon            | Genf                    |                                           |
| 1923 | 12     | Genf                | Straßburg               |                                           |
| 1929 | 16     | Évian-les-Bains     | Belfort                 | über Genf                                 |
| 1930 | 17     | Évian-les-Bains     | Belfort                 | über Genf                                 |
| 1931 | 19     | Évian-les-Bains     | Belfort                 | über Genf                                 |
| 1932 | 15     | Évian-les-Bains     | Belfort                 | über Genf                                 |
| 1933 | 5      | Belfort             | Évian-les-Bains         | über Genf                                 |
| 1934 | 5      | Belfort             | Évian-les-Bains         | über Genf                                 |
| 1935 | 5a     | Belfort             | Genf                    |                                           |
| 1935 | 5b     | Genf                | Évian-les-Bains         | Einzelzeitfahren                          |
| 1936 | 5      | Belfort             | Évian-les-Bains         | über Genf                                 |
| 1937 | 5c     | Champagnole         | Genf                    |                                           |
| 1937 | 6      | Genf                | Aix-les-Bains           |                                           |
| 1938 | 16     | Aix-les-Bains       | Besançon                | über Genf                                 |
| 1939 | 17a    | Annecy              | Dole                    | über Genf                                 |
| 1948 | 15     | Aix-les-Bains       | Lausanne                |                                           |
| 1948 | 16     | Lausanne            | Mülhausen               |                                           |
| 1949 | 18     | Aosta               | Lausanne                |                                           |
| 1949 | 19     | Lausanne            | Colmar                  |                                           |
| 1951 | 22     | Aix-les-Bains       | Genf                    | Einzelzeitfahren                          |
| 1951 | 23     | Genf                | Dijon                   |                                           |
| 1952 | 9      | Mülhausen           | Lausanne                |                                           |
| 1952 | 10     | Lausanne            | Alpe d’Huez             |                                           |
| 1955 | 6      | Colmar              | Zürich                  |                                           |
| 1955 | 7      | Zürich              | Thonon-les-Bains        |                                           |
| 1957 | 9      | Besançon            | Thonon-les-Bains        | über Genf                                 |
| 1959 | 19     | Saint-Vincent       | Annecy                  | über Martigny                             |
| 1963 | 17     | Val-d’Isère         | Chamonix                | über Aosta und Martigny                   |
| 1963 | 18     | Chamonix            | Lons-le-Saunier         | über Genf                                 |
| 1966 | 18     | Ivrea               | Chamonix                | über Martigny                             |
| 1967 | 10     | Divonne-les-Bains   | Briançon                | über Genf                                 |
| 1968 | 20     | Sallanches          | Besançon                | über Genf                                 |
| 1969 | 9      | Thonon-les-Bains    | Chamonix                | über Saint-Gingolph und Col de la Forclaz |
| 1971 | 1a     | Mülhausen           | Basel                   |                                           |
| 1971 | 1b     | Basel               | Freiburg im Breisgau    |                                           |
| 1975 | 19     | Thonon-les-Bains    | Chalon-sur-Saône        | über Genf                                 |
| 1976 | 9      | Divonne-les-Bains   | Alpe d’Huez             | über Genf                                 |
| 1977 | 14     | Besançon            | Thonon-les-Bains        | über Genf                                 |
| 1977 | 15a    | Thonon-les-Bains    | Morzine                 | über Saint-Gingolph und Pas de Morgins    |
| 1977 | 16     | Morzine             | Chamonix                | über Pas de Morgins und Col de la Forclaz |
| 1978 | 18     | Morzine             | Lausanne                |                                           |
| 1978 | 19     | Lausanne            | Belfort                 |                                           |
| 1979 | 14     | Belfort             | Évian-les-Bains         | über Neuenburg und Montreux               |
| 1981 | 15     | Besançon            | Thonon-les-Bains        | über Genf                                 |
| 1982 | P      | Basel               | Basel                   | Grand Départ (Prolog)                     |
| 1982 | 1      | Schupfart           | Möhlin                  |                                           |
| 1982 | 2      | Basel               | Nancy                   |                                           |
| 1984 | 20     | Morzine             | Crans-Montana           |                                           |
| 1984 | 21     | Crans-Montana       | Villefranche-sur-Saône  |                                           |
| 1985 | 11     | Pontarlier          | Avoriaz                 | über Lausanne und Pas de Morgins          |
| 1988 | 11     | Besançon            | Morzine                 | über Lausanne und Pas de Morgins          |
| 1990 | 9      | Besançon            | Genf                    |                                           |
| 1990 | 10     | Genf                | Saint-Gervais-les-Bains |                                           |
| 1997 | 16     | Morzine             | Freiburg                |                                           |
| 1997 | 17     | Freiburg            | Colmar                  |                                           |
| 1998 | 18     | Aix-les-Bains       | Neuenburg               |                                           |
| 1998 | 19     | La Chaux-de-Fonds   | Autun                   |                                           |
| 2000 | 17     | Évian-les-Bains     | Lausanne                | über Saint-Gingolph                       |
| 2000 | 18     | Lausanne            | Freiburg im Breisgau    |                                           |
| 2009 | 15     | Pontarlier          | Verbier                 |                                           |
| 2009 | 16     | Martigny            | Bourg-Saint-Maurice     | über Aosta                                |
| 2012 | 8      | Belfort             | Pruntrut                |                                           |
| 2016 | 16     | Moirans-en-Montagne | Bern                    |                                           |
| 2016 | 17     | Bern                | Finhaut                 |                                           |
| 2022 | 8      | Dole                | Lausanne                |                                           |
| 2022 | 9      | Aigle               | Châtel                  |                                           |

### Spanien

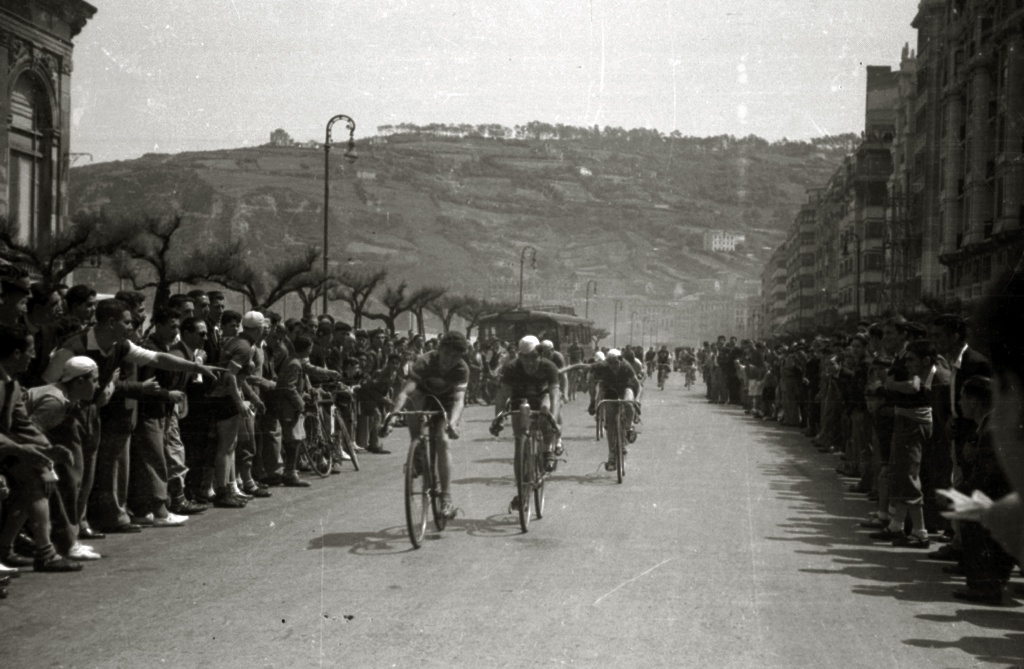
Ankunft der Tour 1949 in San Sebastián.

Manchen Quellen zufolge unternahm die Tour erstmals 1906 einen Abstecher über die spanische Grenze bei Irun. Diese Behauptung findet sich auch in Publikationen der Tour de France selbst. Sowohl die seinerzeitige Streckenbeschreibung als auch der Rennbericht in L’Auto belegen jedoch eindeutig, dass die Fahrer lediglich bis zur Grenze bei Béhobie fuhren und dort umkehrten. Zum ersten Mal gastierte die Tour daher 1949 mit einer Etappe nach San Sebastián in Spanien. Der zweite Besuch 1957 wurde durch den Unfalltod des Reporters Alex Virot und seines Fahrers getrübt, die nahe Ripoll von der Fahrbahn abkamen.
Die größte Rolle in den Beziehungen zwischen Spanien und der Tour spielt das Val d’Aran. Dieses zu Spanien gehörende Tal liegt nördlich des Pyrenäen-Hauptkamms, die Garonne entspringt dort. Über den Col du Portillon ist es zudem mit dem französischen Seitental von Bagnères-de-Luchon (kurz: Luchon) verbunden. Die Tour kann von Frankreich kommend ins Val d’Aran fahren und das Land über den Portillon wieder verlassen; diese kurze Passage allein ist verantwortlich für 16 von 31 Besuchen in Spanien. 2016 wurde auf der spanischen Ostrampe der Pass-Straße ein Denkmal für die sieben spanischen Gewinner der Tour de France eingeweiht.
Außer den Pyrenäen war die Tour verschiedentlich in grenznahen Provinz-Hauptstädten Spaniens zu Gast, neben San Sebastián noch Bilbao, Vitoria-Gasteiz, Pamplona, Jaca, Girona und Barcelona. Noch nie kam die Tour bislang durch die innerhalb Frankreichs gelegene Exklave Llívia. 2026 soll die Tour in Barcelona starten.
| Jahr | Etappe | Start               | Ziel            | Bemerkung                                             |
| ---- | ------ | ------------------- | --------------- | ----------------------------------------------------- |
| 1949 | 9      | Bordeaux            | San Sebastián   |                                                       |
| 1949 | 10     | San Sebastián       | Pau             |                                                       |
| 1957 | 15a    | Perpignan           | Barcelona       |                                                       |
| 1957 | 15b    | Barcelona           | Barcelona       | Einzelzeitfahren auf dem Circuit de Montjuïc          |
| 1957 | 16     | Barcelona           | Ax-les-Thermes  |                                                       |
| 1957 | 17     | Ax-les-Thermes      | Saint-Gaudens   | über Col du Portillon                                 |
| 1961 | 16     | Toulouse            | Superbagnères   | über Col du Portillon                                 |
| 1963 | 11     | Bagnères-de-Bigorre | Luchon          | über Col du Portillon                                 |
| 1964 | 15     | Toulouse            | Luchon          | über Col du Portillon                                 |
| 1965 | 11     | Ax-les-Thermes      | Barcelona       |                                                       |
| 1965 | 12     | Barcelona           | Perpignan       |                                                       |
| 1966 | 11     | Pau                 | Luchon          | über Col du Portillon                                 |
| 1967 | 16     | Toulouse            | Luchon          | über Col du Portillon                                 |
| 1968 | 13     | Saint-Gaudens       | La Seu d’Urgell | über Andorra la Vella                                 |
| 1968 | 14     | La Seu d’Urgell     | Perpignan       |                                                       |
| 1969 | 16     | Castelnaudary       | Luchon          | über Col du Portillon                                 |
| 1971 | 14     | Revel               | Luchon          | über Col du Portillon                                 |
| 1973 | 13     | Bourg-Madame        | Luchon          | über Col du Portillon                                 |
| 1974 | 15     | Colomiers           | La Seu d’Urgell | über Andorra la Vella                                 |
| 1974 | 16     | La Seu d’Urgell     | Pla d’Adet      |                                                       |
| 1976 | 14     | Saint-Gaudens       | Pla d’Adet      | über Col du Portillon                                 |
| 1977 | 3      | Oloron-Sainte-Marie | Vitoria-Gasteiz |                                                       |
| 1977 | 4      | Vitoria-Gasteiz     | Seignosse       |                                                       |
| 1979 | 1      | Fleurance           | Luchon          | über Col du Portillon                                 |
| 1991 | 12     | Pau                 | Jaca            |                                                       |
| 1991 | 13     | Jaca                | Val-Louron      |                                                       |
| 1992 | P      | San Sebastián       | San Sebastián   | Grand Départ (Prolog)                                 |
| 1992 | 1      | San Sebastián       | San Sebastián   | Rundkurs ähnlich Clásica San Sebastián                |
| 1992 | 2      | San Sebastián       | Pau             |                                                       |
| 1993 | 16     | Andorra la Vella    | Pla d’Adet      | über Port de la Bonaigua und Col du Portillon         |
| 1996 | 17     | Argelès-Gazost      | Pamplona        |                                                       |
| 1996 | 18     | Pamplona            | Hendaye         | über Saint-Jean-Pied-de-Port und Urdazubi             |
| 1999 | 15     | Saint-Gaudens       | Piau-Engaly     | über Col du Portillon                                 |
| 2001 | 13     | Foix                | Pla d’Adet      | über Col du Portillon                                 |
| 2003 | 14     | Saint-Girons        | Loudenvielle    | über Col du Portillon                                 |
| 2005 | 15     | Lézat-sur-Lèze      | Pla d’Adet      | über Col du Portillon                                 |
| 2006 | 11     | Tarbes              | Pla de Beret    |                                                       |
| 2007 | 16     | Orthez              | Col d’Aubisque  | über Port de Larrau und Col de la Pierre Saint-Martin |
| 2009 | 6      | Girona              | Barcelona       |                                                       |
| 2009 | 7      | Barcelona           | Arcalís         |                                                       |
| 2014 | 17     | Saint-Gaudens       | Pla d’Adet      | über Col du Portillon                                 |
| 2016 | 9      | Vielha e Mijaran    | Arcalís         |                                                       |
| 2018 | 16     | Carcassonne         | Luchon          | über Col du Portillon                                 |
| 2023 | 1      | Bilbao              | Bilbao          | Grand Départ, Etappe nach Bermeo und zurück           |
| 2023 | 2      | Vitoria-Gasteiz     | San Sebastián   |                                                       |
| 2023 | 3      | Amorebieta-Etxano   | Bayonne         |                                                       |